# Città libera dell'Impero
Per città libera dell'Impero si intende una città del Sacro Romano Impero che godeva dell'immediatezza imperiale.
Ciò significava che la città dipendeva direttamente dall'imperatore, e quindi da nessun potere feudale intermedio. Questa condizione comportava una serie di privilegi, primo fra tutti una pressoché totale autonomia di fatto.
In origine c'era una distinzione giuridica e storica tra "città imperiali" e "città libere":
- le città imperiali erano propriamente quelle non soggette ad un feudatario, ma direttamente all'imperatore del Sacro Romano Impero, poiché avevano ottenuto da questi l'immediatezza imperiale.
- le città libere erano invece generalmente state soggette ad un principe vescovo (ma ad esempio la città di San Gallo era stata soggetta al potere dell'abate dell'omonima abbazia, o ancora Herford era stata soggetta al potere dell'omonima abbazia femminile) nei primi secoli dopo il 1000, ma erano riuscite a liberarsi dal potere temporale di questi e ad ottenere una certa autonomia, nonché poi anche alcuni privilegi (per esempio l'esenzione da determinati tributi o dall'obbligo di fornire soldati in caso di guerra).

Tutte queste caratteristiche ponevano le libere città imperiali a un livello di parità rispetto ai principi dell'impero, e le differenziavano invece dalle città sottoposte a un dominio feudale di qualsiasi natura, che equivaleva a un livello intermedio di governo interposto tra l'imperatore e la città stessa.
Sino al XVI secolo le prime erano dette appunto città dell'Impero (ted. Reichsstädte), le seconde città libere (ted. freie Städte); in ogni caso, soprattutto in origine, non tutte le città imperiali erano necessariamente "libere", e non tutte le città libere erano anche "imperiali".
Nelle diete imperiali tutte queste città trovarono congiuntamente rappresentanza nel collegio delle città libere e imperiali, dando origine, nell'uso comune, al termine di "città libera dell'Impero"; col tempo dunque la distinzione originaria andò sempre più sfumando finché non ebbe più importanza.

## Città imperiali e città libere

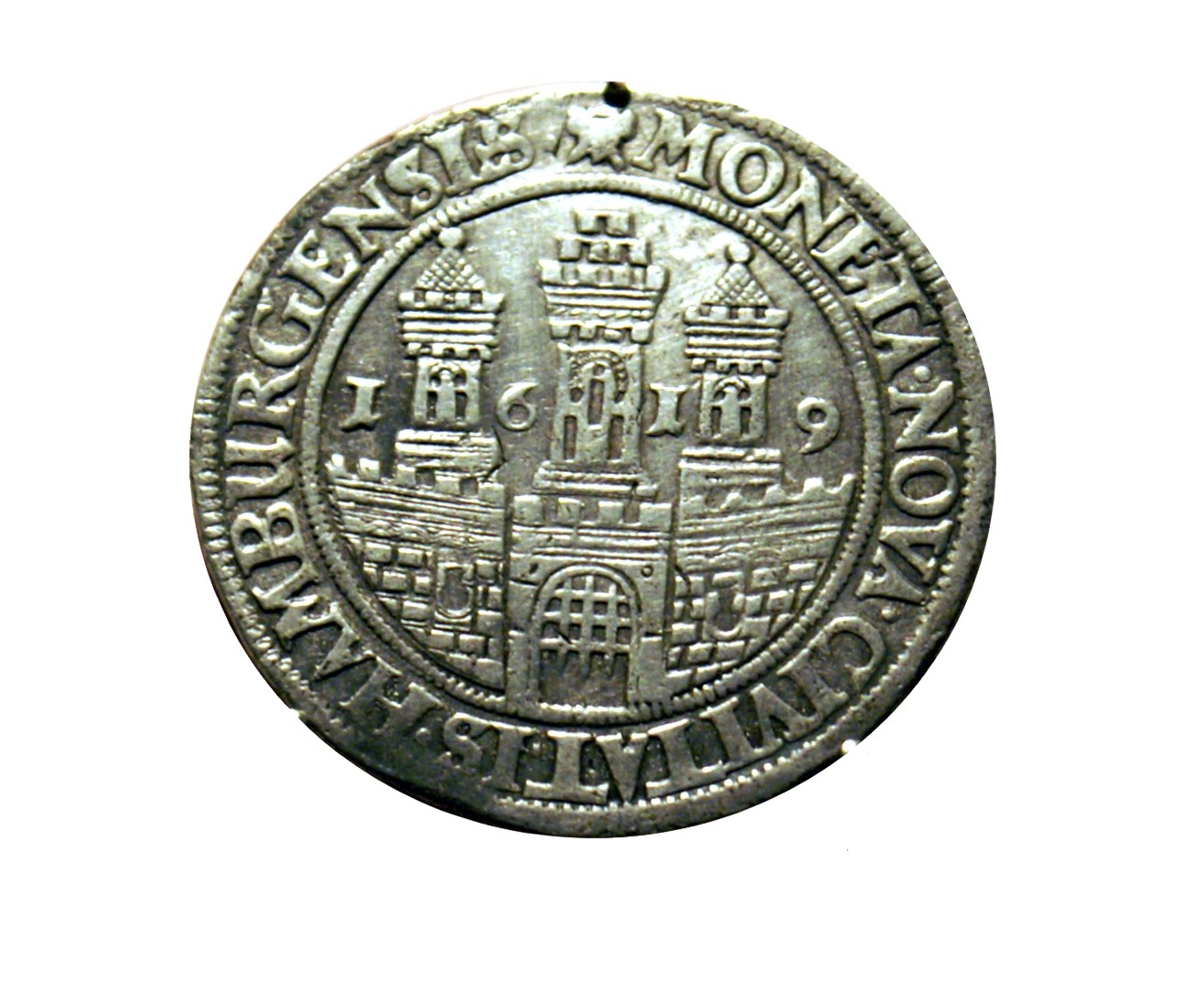
Reichstaler di Amburgo del 1619 recante la legenda "MONETA NOVA CIVITATIS HAMBURGENSIS"

Come accennato, almeno in origine, ci fu tra le due tipologie di città una certa differenza.
La dipendenza immediata dall'imperatore ("immediatezza imperiale") comportava una serie di privilegi. Le città imperiali godevano di un'ampia autonomia, in particolare in campo giurisdizionale. Esse avevano anche obblighi specifici rispetto all'imperatore, cui andavano i loro tributi e cui dovevano prestare assistenza, specialmente in caso di guerra.
Le città libere ottenevano il loro status grazie a privilegi decretati dall'imperatore o dal vescovo (ma quasi tutte si erano liberate da sole in seguito a lunghe lotte anche aspre). A differenza delle città imperiali, generalmente erano esentate dai tributi e dall'obbligo di prestare assistenza all'imperatore in caso di guerra (fatta eccezione per le crociate).
Tra le città appartenenti originariamente al novero delle "città libere" figurano Augusta, Basilea, Colonia, Magonza (riassoggettata al potere temporale dell'arcivescovo nel 1462), Memmingen, Ratisbona, Ravensburg, Spira, Strasburgo, Verden, Worms, oltre alle già citate Herford e San Gallo, e ancora le tre città della Lorena note collettivamente come "tre vescovati": Metz, Toul e Verdun.
Inizialmente le città libere ottennero il riconoscimento delle loro libertà da parte dell'imperatore o del principe-vescovo, ma quest'ultimo rimaneva formalmente in città come autorità di riferimento; in un secondo momento, quasi ovunque, anche questa residua forma di sudditanza fu eliminata. Spesso i principi-vescovi furono obbligati a trasferire altrove la propria residenza, fissando la sede del proprio dominio temporale in una località diversa rispetto alla città, ormai del tutto autonoma, di cui mantenevano ancora solamente la titolarità della diocesi e il titolo feudale. Ciò avvenne ad esempio a Basilea, da cui, dopo che la città ebbe abbracciato la riforma protestante il vescovo fu fisicamente allontanato; situazioni analoghe si verificarono tra l'altro anche a Strasburgo, Augusta, Costanza, Colonia, Spira, Lubecca.
Con l'andare del tempo le città svilupparono vari tipi di governo, da quello aristocratico oligarchico a quello più democratico e popolare. Alcune tra quelle dall'autonomia più consolidata e secolare arrivarono a considerarsi esplicitamente come repubbliche, anche se lo erano sempre sui generis. Ciò appare in modo evidente ad esempio sulle monete emesse dalle città, che tra XVI e XVIII secolo potevano riportare spesso legende del tipo: "MONETA NOVA REIPUBLICAE ARGENTINENSIS" (Strasburgo), o "MONETA NOVA REIPUBLICAE ULMENSIS" (Ulma), ecc. (spesso anche in forma abbreviata). Questa tendenza divenne anzi la regola per le città svizzere, mentre progressivamente la Confederazione Elvetica si separava de facto dall'Impero, e dopo il 1648 anche de iure.

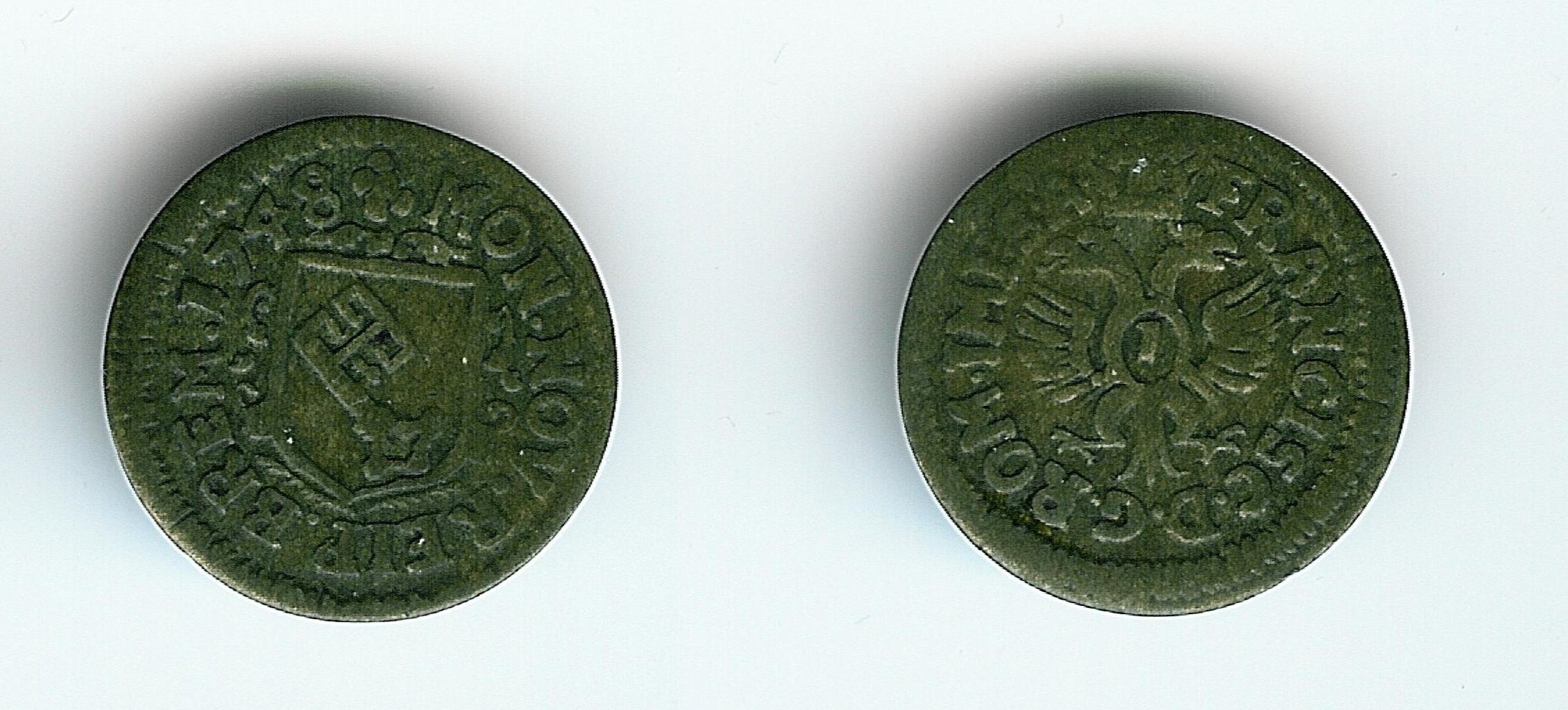
Moneta di Brema del 1748 recante la legenda "MON(eta) NOV(a) REIP(ublicae) BREM(ensis)" con lo stemma cittadino, e al rovescio l'aquila imperiale e il nome dell'imperatore regnante, Francesco I

## Storia

### Gli inizi e l'ascesa
Le prime città imperiali sono attestate a partire dal Basso Medioevo, nei secoli XII-XIII, periodo in cui progressivamente molte città iniziarono ad affrancarsi dai poteri feudali, laici ed ecclesiastici, e si videro riconosciuta l'autonomia.

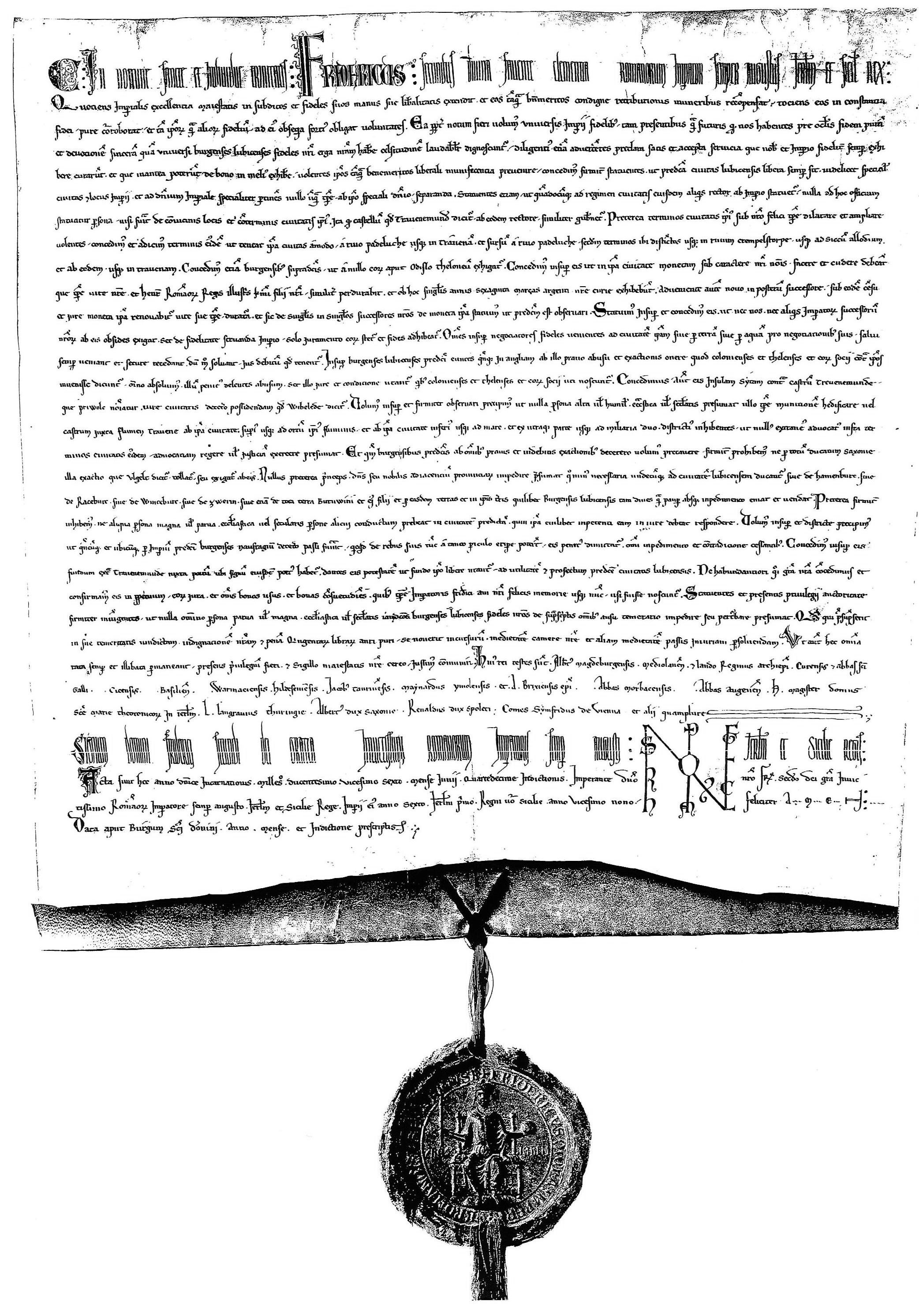
Lettera che decreta l'immediatezza imperiale per la città di Lubecca, dell'anno 1226

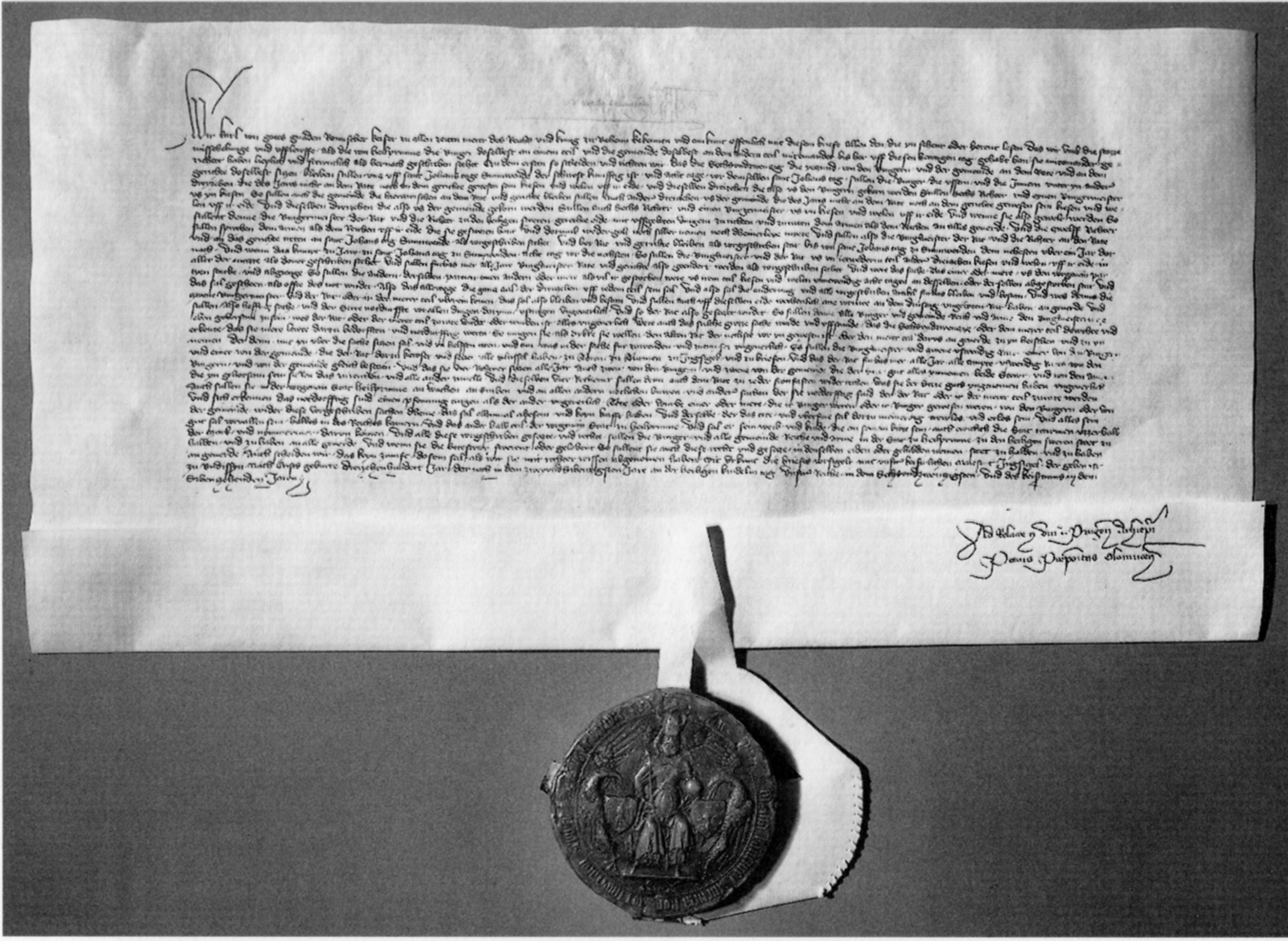
Decreto di immediatezza imperiale per la città di Heilbronn, dell'anno 1371

La congiuntura politica della metà del XIII secolo favorì l'affrancamento delle città dai poteri feudali, e al tempo stesso un'organizzazione interna basata su una larga autonomia.
Il grande numero di città imperiali nel sud-ovest della Germania e in Svizzera, in Alsazia e in Turingia era motivato anche dal fatto che in quelle zone erano situati i domini degli Hohenstaufen, che avevano tenuto alle loro dipendenze dirette molti centri urbani proprio in quelle regioni.
A quell'epoca diverse città avevano già da tempo ottenuto una certa serie di privilegi da parte degli imperatori; quando la dinastia Hohenstaufen decadde e l'impero attraversò la fase del Grande Interregno alla metà del XIII secolo, molte città divennero autonome come città imperiali, e nessun potere feudale fu almeno a quell'epoca in grado di sottometterle.
In generale appare dunque evidente che fu nel sud e nell'ovest dell'impero che le città imperiali riuscirono a emergere più nettamente e a creare i domini territoriali più vasti: ciò perché in quelle regioni mancavano appunto potentati feudali particolarmente forti, a differenza invece delle regioni settentrionali e orientali dell'impero.
È pur vero però che in epoche successive al Grande Interregno alcune potenze come gli Asburgo o i conti di Württemberg si fecero spesso minacciose, inducendo le città imperiali ad allearsi tra loro in leghe.
Il loro status giuridico si evolvette fino a che, finito il Grande interregno, a partire dal 1273, divennero membri della Dieta imperiale con diritto di voto.
La loro posizione si stabilizzò ulteriormente quando nel 1489 si organizzarono nel "collegio delle città libere dell'Impero", uno dei tre "collegi" che andò a costituire da allora le diete imperiali.
La loro potenza in molti casi crebbe notevolmente, tanto che alcune riuscirono a sottomettere ampi territori, sebbene altre invece non controllassero che un esiguo territorio fuori delle proprie mura. Le città che riuscirono a controllare i territori più vasti furono tra le altre Dortmund, Francoforte sul Meno, Metz, Norimberga, Ulma; ma Berna fu quella che riuscì a sottomettere il territorio più vasto in assoluto.

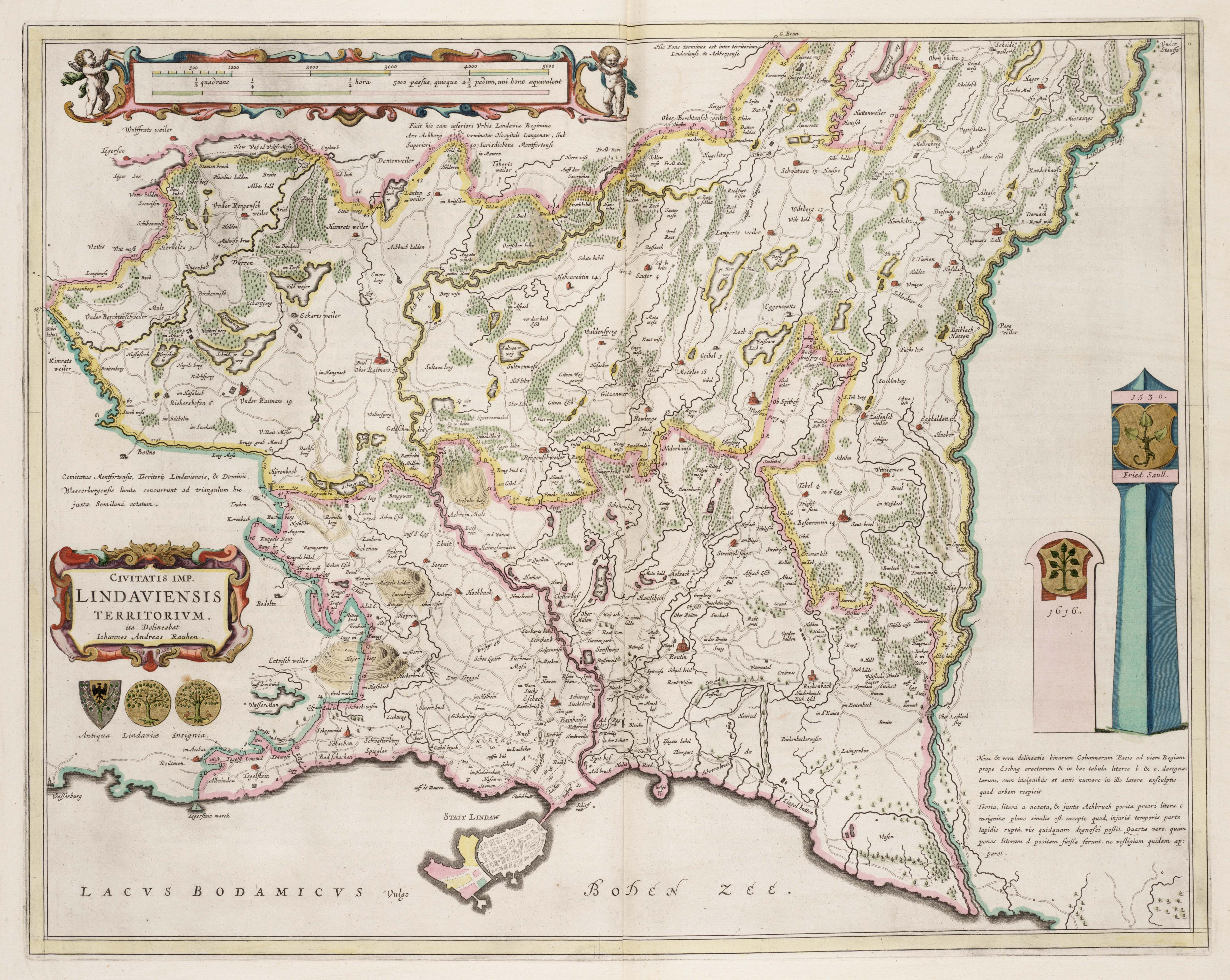
Il territorio della libera città imperiale di Lindau disegnato da Iohannes Andreas Rauhen nel 1663

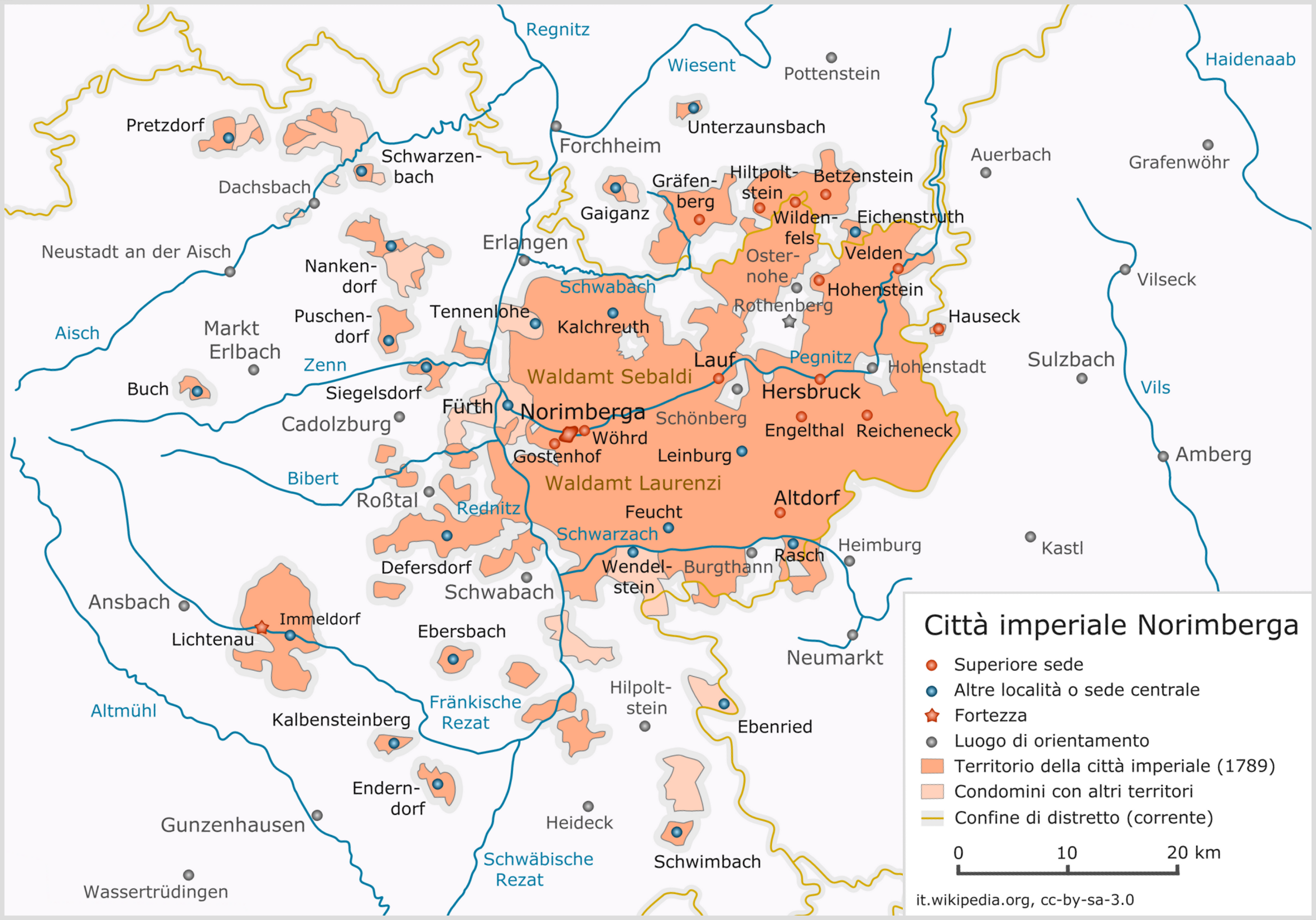
Il territorio della libera città imperiale di Norimberga nel 1789

### L'immediatezza imperiale, un privilegio sempre a rischio

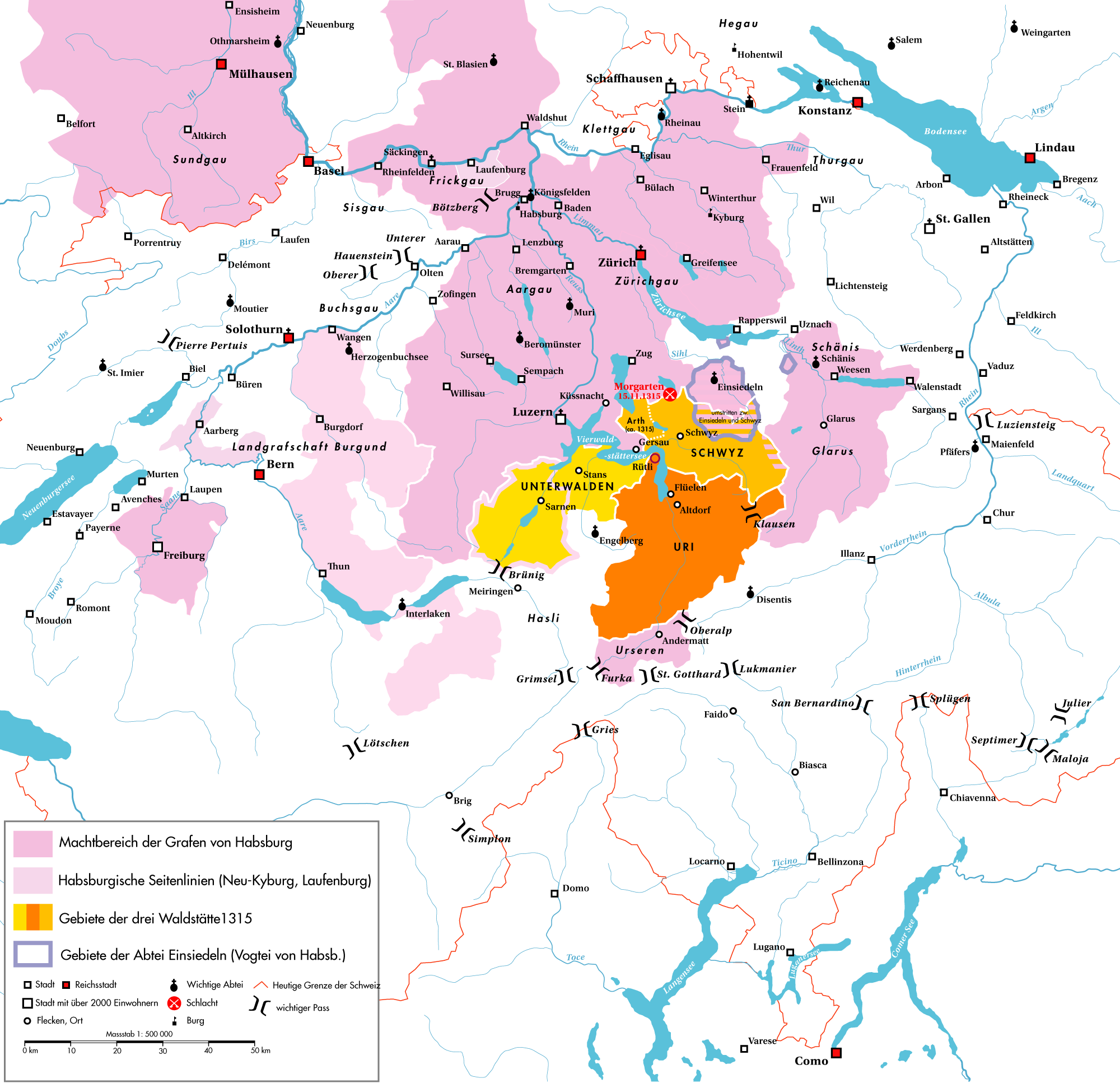
Le origini della Confederazione elvetica (1315)

Il novero delle città che godevano di questo statuto variò comunque moltissimo nel corso dei secoli, da un lato a causa del fatto che molte furono, per diverse ragioni, nel tempo private della loro autonomia e dei loro privilegi e vennero occupate e infeudate; dall'altro lato per il fatto che molte si separarono dall'impero in diverse circostanze, iniziando una storia a sé.
Il rischio di perdere l'immediatezza imperiale non era mai troppo remoto. A volte l'imperatore affidava su cauzione una certa città a un principe; se capitava che l'imperatore non riuscisse a ripagare la cifra dovuta (e capitava spesso), ciò comportava la perdita dell'immediatezza imperiale per la città in questione e la sua conseguente annessione ai domini del principe. È quanto avvenne per esempio a Nimega nel 1247, passata ai conti di Gheldria, o a Duisburg nel 1290, passata ai conti di Kleve, oppure ancora a Cheb, passata ai re di Boemia nel 1322.
Un caso particolare è rappresentato dalla città di Sciaffusa, che divenuta città imperiale nel 1190, nel 1330 fu venduta dall'imperatore agli Asburgo, e passò sotto il loro dominio; nel 1415 riuscì però a riscattarsi nuovamente, e nel 1501 aderì alla Confederazione elvetica, anche per tutelare la propria autonomia. Una vicenda per certi aspetti analoga capitò a Landau, che, ottenuta l'immediatezza imperiale nel 1291, passò per cauzione al vescovo di Spira nel 1324. Tuttavia riottenne l'immediatezza imperiale nel 1511, aderendo poco dopo (1521) alla decapoli alsaziana per tutelare i privilegi nuovamente acquisiti.
Meno fortunate furono altre città, coinvolte in episodi anche celebri, come Costanza, occupata e annessa dagli Asburgo ai loro domini diretti nel 1548, dopo la Guerra di Smalcalda, come ritorsione per il fatto di aver abbracciato la riforma protestante; oppure Donauwörth, conquistata e annessa alla Baviera nel 1607, per lo stesso motivo di aver sostenuto i protestanti durante le continue lotte religiose di quel periodo. Magonza invece, una delle città liberatesi dal dominio temporale del proprio principe ecclesiastico, libera dal 1244, fu riconquistata dall'arcivescovo nel 1462 dopo un terribile assedio e sottoposta nuovamente al dominio del principato arcivescovile, di cui ridivenne a tutti gli effetti la capitale.
Fu dunque anche per difendere le proprie prerogative e i propri interessi, che molte città imperiali si unirono gradualmente in leghe, la più nota delle quali è certamente la "lega delle dieci città" o "decapoli alsaziana", che riunì dal 1354 dieci città imperiali alsaziane; analogamente, la Confederazione elvetica nacque dall'alleanza tra alcune città imperiali e alcune "valli imperiali" (territori rurali dalle caratteristiche giuridiche analoghe).
Si vennero a creare anche situazioni ambigue, come ad esempio quella di Essen, che ebbe l'immediatezza imperiale nel 1377, ma non fu del tutto svincolata giuridicamente dalle badesse di Essen che fino ad allora la controllavano; ciò comportò controversie e discussioni presso il Reichskammersgericht che durarono secoli. Nel 1670 fu deciso che Essen doveva essere obbediente nei confronti delle badesse, ma mantenendo intatti i suoi privilegi: formula ambigua che non risolse nulla, lasciando tutto nell'incertezza fino alla fine dell'impero.

### Il declino

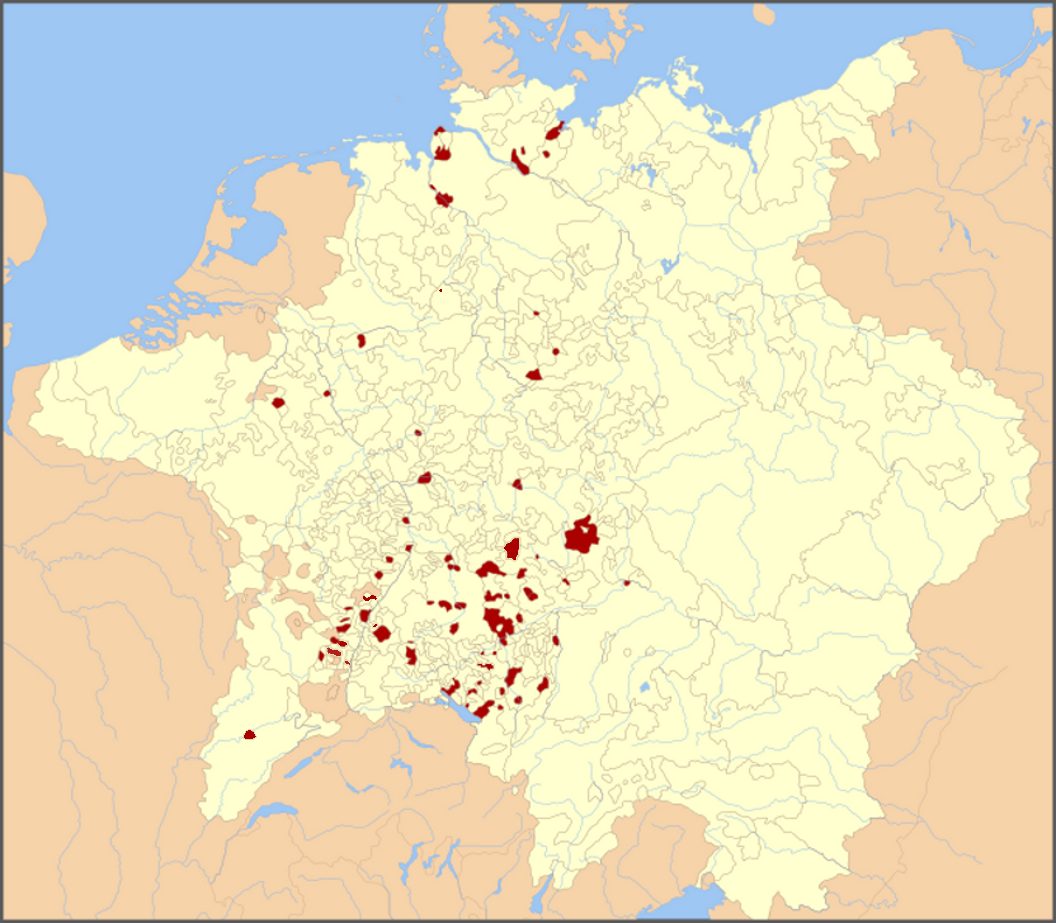
I territori imperiali (libere città imperiali) nell'ambito del Sacro Romano Impero nel 1648, dopo la pace di Westfalia

Il numero massimo di città libera dell'Impero si raggiunse nella prima metà del XVI secolo; nei documenti (tedesco 'Reichsmatrikel') della dieta di Worms del 1521, ne sono attestate 85.
Dopo la Guerra dei trent'anni e la pace di Vestfalia, la loro situazione generale iniziò a risultare progressivamente indebolita, sebbene mantenessero lo status di terzo collegio elettorale con diritto di due voti collegiali (Banco delle città renane e Banco delle città sveve). Nel tempo apparvero sempre più come membri svantaggiati dell'impero, rispetto ai grandi stati principeschi: potevano esprimere i loro voti solo dopo che si erano espressi favorevolmente gli altri due collegi elettorali (Elettori e Principi); tuttavia, la loro posizione culturale, sociale e politica, che era stata spesso notevole, fu da loro rivendicata ancora per tutto il XVIII secolo. Da sempre furono fedeli alleate militari ed economiche dell'imperatore, cercando in lui un valido difensore delle loro autonomie contro i propositi dei principi di annetterle ai propri domini.
Il collegio delle città libera dell'Impero era presieduto da Ratisbona, quale sede della Dieta stessa.
Le città erano suddivise non solamente su una base geografica tra renane e sveve, ma anche in base alla fede religiosa (corpo cattolico e corpo protestante); quattro di esse tuttavia, riconoscevano diritti paritari ad entrambe le fedi ("città imperiali paritarie", Paritaetischer Reichstaedte in tedesco): si trattava di Augusta, Biberach, Dinkelsbühl e Ravensburg. Pur avendo due voti collettivi per i banchi svevo e renano, le città erano distribuite nei vari circoli imperiali (nel 1792 una in Baviera, tre nel Basso Reno, sei in Bassa Sassonia, cinque nell'Alto Reno, cinque in Franconia, trentuno in Svevia).
Alcune città libera dell'Impero, pur mantenendo le proprie autonomie municipali, col tempo erano finite sotto il protettorato di principi, facendo di fatto parte di tali stati. Queste città (Gelnhausen, che formalmente mantenne il rango di città imperiale fino al XVIII secolo, Herford, Amburgo nel XVIII secolo fino al 1770, Offenburg tra il 1701 e il 1771, ecc.) non avevano quindi diritto di voto.
In ogni caso, eccetto poche grandi città, in particolare Amburgo, Aquisgrana, Augusta, Brema, Colonia, Francoforte sul Meno, Lubecca, Norimberga, Rothenburg, Ulma tra le più influenti, la maggioranza era costituita da piccole città che avevano un'importanza marginale nelle decisioni del Reichstag.
Progressivamente nei secoli andarono riducendosi di numero. Nel 1792 ne rimanevano 51.
Nel 1803, nel quadro di una generale riforma nell'ambito dell'impero (Reichsdeputationshauptschluss), dovuta alla grande confusione suscitata dall'ascesa della Francia e di Napoleone, quasi tutte le città, tranne sei, vennero private del titolo e "mediatizzate", ossia annesse a vari stati principeschi; solo Amburgo, Augusta, Brema, Francoforte sul Meno, Lubecca e Norimberga rimasero autonome, ma con prerogative ridotte.
Nel 1805/1806 anche Augusta e Norimberga furono annesse alla Baviera.
Intanto nel 1806 l'impero venne abolito, e dopo il Congresso di Vienna (1815) le quattro città rimanenti divennero stati sovrani nell'ambito della nuova Confederazione germanica. Francoforte sul Meno perse l'indipendenza nel 1866, durante l'unificazione tedesca, per essersi opposta a tale processo, e venne annessa alla Prussia.
Le residue tre città divennero "Laender" dell'Impero tedesco, e dopo il 1918 della Repubblica di Weimar.
Lubecca fu privata dell'autonomia di "Land" nel 1937, per ritorsione, per essersi opposta ai nazisti nel periodo in cui questi stavano per prendere il potere.
Oggi solamente Amburgo e Brema conservano traccia del loro passato di libere città imperiali, nel fatto di essere Land nell'ambito della Repubblica federale di Germania.

## Comunità rurali imperiali e villaggi imperiali
Come accennato, accanto alle città libere dell'Impero, sono esistite nel Sacro Romano Impero anche delle realtà giuridiche analoghe, quali le comunità rurali imperiali o i villaggi imperiali.
Ai "villaggi imperiali" (Reichsfreidörfen) erano riconosciute prerogative analoghe a quelli delle città imperiali, tuttavia erano privi del titolo di "città" e non godevano di rappresentanza nelle diete dell'Impero. Si trattava generalmente di centri agrari di rilievo commerciale che sin dal Medioevo godevano di privilegi e libertà municipali; spesso risalivano ad antichi baliaggi del XV secolo a cui gli imperatori avevano concesso privilegi o facevano parte delle antiche terre della Corona e come tali godevano dell'immediatezza, dipendendo solo e direttamente dall'imperatore. Tuttavia, nei secoli successivi vennero progressivamente assorbiti dai vari principi limitrofi o dalle città imperiali più potenti, venendo sottoposti alla loro protezione.

In ogni caso lo status di villaggio imperiale fu riconosciuto ufficialmente anche dai trattati della Pace di Vestfalia del 1648.
I villaggi imperiali più rilevanti furono:
- I cosiddetti 39 villaggi delle "Genti libere" nel circondario di Leutkirch e nella Svevia austriaca o "Liberi della campagna di Leutkirch" (Freien auf Leutkirchen Heide). Tra i vari villaggi i più importanti furono quelli di Kernstadt, che ebbe gli stessi diritti della città imperiale di Lindau e nel 1488 ebbe il diritto di voto alla Dieta nell'ambito della Lega delle città sveve; Diepoltshofen sotto il protettorato delle abbazie imperiali di Baindt, Isny e Roth; Friesenhofen sotto il protettorato dell'abbazia imperiale di Kempten. Altri furono le attuali frazioni di Gebratzhofen, Hofs, Reichenhofen, Herlazhofen, Tautenhofen, Urlau, Winterstetten e Wuchzenhofen della città di Leutkirch im Allgäu;
- I villaggi della regione del Taunus: Sulzbach (oggi Sulzbach (Taunus)), Holzhausen (oggi "Burgholzhausen" parte della città di Friedrichsdorf) e Soden (oggi Bad Soden am Taunus) posti sotto il protettorato della città di Francoforte sul Meno;
- I villaggi della Bassa Franconia di Gochsheim e Sennfeld sotto il protettorato della città di Schweinfurt;
- I villaggi svevi di Durremetstetten, Lauben, Erkheim, Dankelsried, Halzhausen.
- Più tardi, a partire dal 1718, la campagna dell'Harmerbach divenne una comunità rurale autonoma ("Valle imperiale dell'Harmerbach") separata dalla città di Zell, ed equiparata in tutto e per tutto a una città imperiale.

Anche:

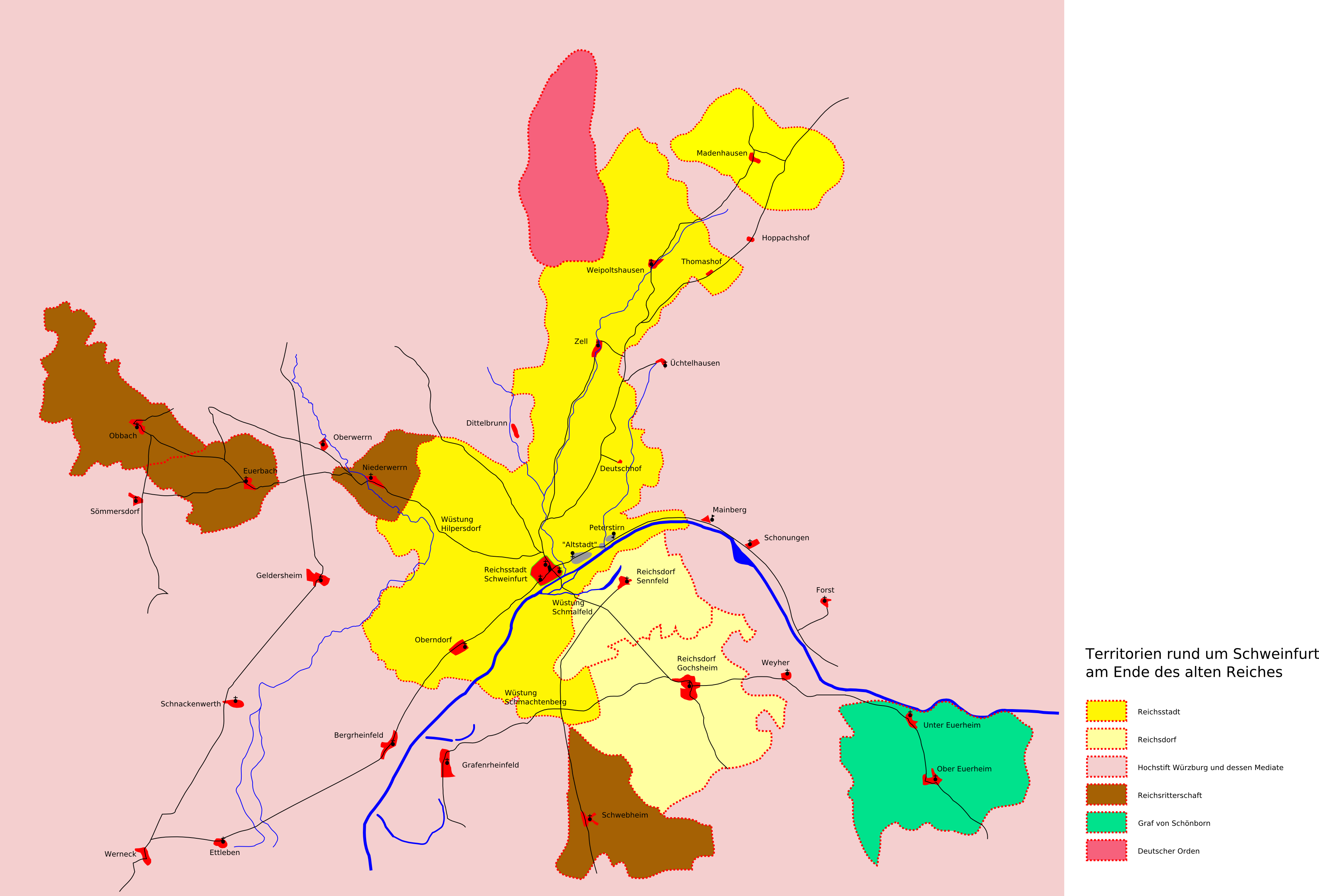
Il territorio della città imperiale di Schweinfurt e quello dei confinanti villaggi imperiali di Gochsheim e Sennfeld nel 1792, con altri piccoli territori limitrofi, interamente circondati dal Principato vescovile di Würzburg.

- Kessenich, situato nei Paesi Bassi meridionali (attuale Belgio), oggi frazione del comune di Kinrooi, era ancora un villaggio imperiale negli ultimi anni dell'Impero, anche se completamente dimenticato in Germania. Talvolta in letteratura viene erroneamente indicato come città imperiale, ma in realtà era un piccolo centro abitato privo del titolo di città. Kessenich venne annesso alla Francia nel 1795.

Questi erano i villaggi e le comunità rurali imperiali rimasti negli ultimi anni dell'Impero fino al 1803, dopo che i numerosi esistenti nei secoli precedenti erano stati quasi tutti infeudati o conquistati (nel XIV secolo ne erano esistiti circa 120).
Tra i villaggi e le comunità rurali imperiali esistiti nei secoli precedenti, meritano di essere menzionati:
- I cantoni svizzeri rurali e i loro alleati perpetui rurali, che verso la fine del Quattrocento godevano tutti dell'immediatezza imperiale.

Si trattava di:
- Appenzello
- Glarona
- Nidvaldo
- Obvaldo
- Svitto
- Uri
- La campagna libera di Zugo, in libera e paritaria associazione con la città imperiale di Zugo, e composta dai tre comuni di Ägeri (oggi diviso in Oberägeri e Unterägeri), Baar, e Menzingen. Gli abitanti di questi tre villaggi partecipavano alla vita civile e politica dello Stato, alla pari con i cittadini della città di Zugo, e non erano a essa soggetti, come lo erano invece gli abitanti di altri villaggi del contado che la città aveva sottomesso per proprio conto.

e dei loro alleati:
- Lega Grigia
- Lega della Casa di Dio
- Lega delle Dieci Giurisdizioni
- Repubblica Vallese
- Il villaggio imperiale di Gersau, alleato perpetuo della Svizzera dal XIV secolo e nominalmente parte dell'impero fino alla pace di Vestfalia; nel 1433 si vide ribadita e riconosciuta ufficialmente la sua immediatezza imperiale. Dopo la Pace di Vestfalia si separò dall'Impero insieme al resto della Svizzera e divenne una vera e propria Repubblica, una delle più piccole del mondo.

## Considerazioni su alcune città italiane
È controverso se si debbano considerare città libere dell'Impero i comuni medievali italiani, che godettero effettivamente di alcuni tipici privilegi nei primi secoli del basso Medioevo, in particolare dopo la pace di Costanza del 1183.
Il fatto rilevante è che le città dell'Italia settentrionale e della Toscana cercarono ben presto di svincolarsi dall'autorità imperiale, e col tempo ci riuscirono, iniziando una storia a sé. Così di fatto vennero progressivamente meno quei tipici legami di dipendenza nei confronti dell'imperatore che, al di là della pressoché totale autonomia interna, caratterizzavano comunque, come si è visto, le città imperiali.
Il problema si pone solo per poche città perché quando nella seconda metà del Duecento lo statuto di città dell'Impero fu sancito formalmente dall'ingresso nella Dieta, la maggioranza dei comuni italiani stava subendo due trasformazioni: innanzitutto molti comuni si stavano trasformando in signorie, e inoltre nel secolo successivo le città minori sarebbero state assorbite dai vicini più potenti.
La questione riguarda perciò soprattutto quelle poche città che divennero vere e proprie repubbliche tra la fine del Medioevo e la prima età moderna, quando i territori italiani di fatto si separarono progressivamente dall'Impero. Queste città-stato erano di fatto autonome, e nelle istituzioni avevano caratteristiche analoghe a quelle delle città imperiali transalpine.
Si tratta essenzialmente di Firenze, Genova, Lucca, Siena (autonoma fino al 1559, poi annessa da Firenze). Si deve ricordare in proposito che Venezia non apparteneva formalmente al Sacro Romano Impero, ma era appartenuta all'impero bizantino.
Lucca in particolare aveva ottenuto privilegi dagli imperatori agli inizi del XII secolo, e nel 1181 ottenne gli statuti comunali per iniziativa di Federico Barbarossa. Nel corso del XIII secolo la città riuscì a recidere di fatto i legami di dipendenza con l'Impero (essenzialmente il pagamento dei tributi); tuttavia, in seguito alle diverse dominazioni esterne seguite alla morte di Castruccio Castracani, il 6 aprile 1369, fu direttamente l'imperatore Carlo IV a ristabilire l'autonomia lucchese ripristinando la repubblica. Anche in seguito la città avrebbe continuato in varie occasioni a ribadire la propria vicinanza politica all'Impero, e quando alla metà del XVI secolo la Chiesa tentò (senza successo) di istituire il Tribunale dell'inquisizione a Lucca, la città si oppose proprio appellandosi alla sua condizione di libera città imperiale; nuovamente si appellò alla fedeltà verso l'impero quando la Toscana medicea tentò di annetterla, o quando a seguito di controversie nate per il lago di Sesto, nel 1755 il governo toscano tentò di far allagare la campagna lucchese.
La situazione rimane controversa, almeno per tutto il periodo in cui l'Italia settentrionale e la Toscana rimasero nominalmente nell'Impero (fino al 1648), ma di fatto si erano pressoché completamente separate.
Va rilevato in ogni caso che la rivendicazione dello status da parte di Lucca in più occasioni, seppure forse non basata su fondamenti giuridici veramente solidi, non rappresenta un caso isolato: per almeno un'altra città dell'Impero esiste ampia documentazione riguardo ad una politica analoga, si tratta di Groninga. La città della Frisia, libera de facto a partire dal XV secolo, iniziò a fregiarsi di sua iniziativa del titolo di città imperiale, includendo persino l'aquila imperiale nel proprio stemma cittadino a sottolineare ulteriormente tale status autoproclamato. Anche Groninga si separò dall'Impero in modo definitivo nel 1648.

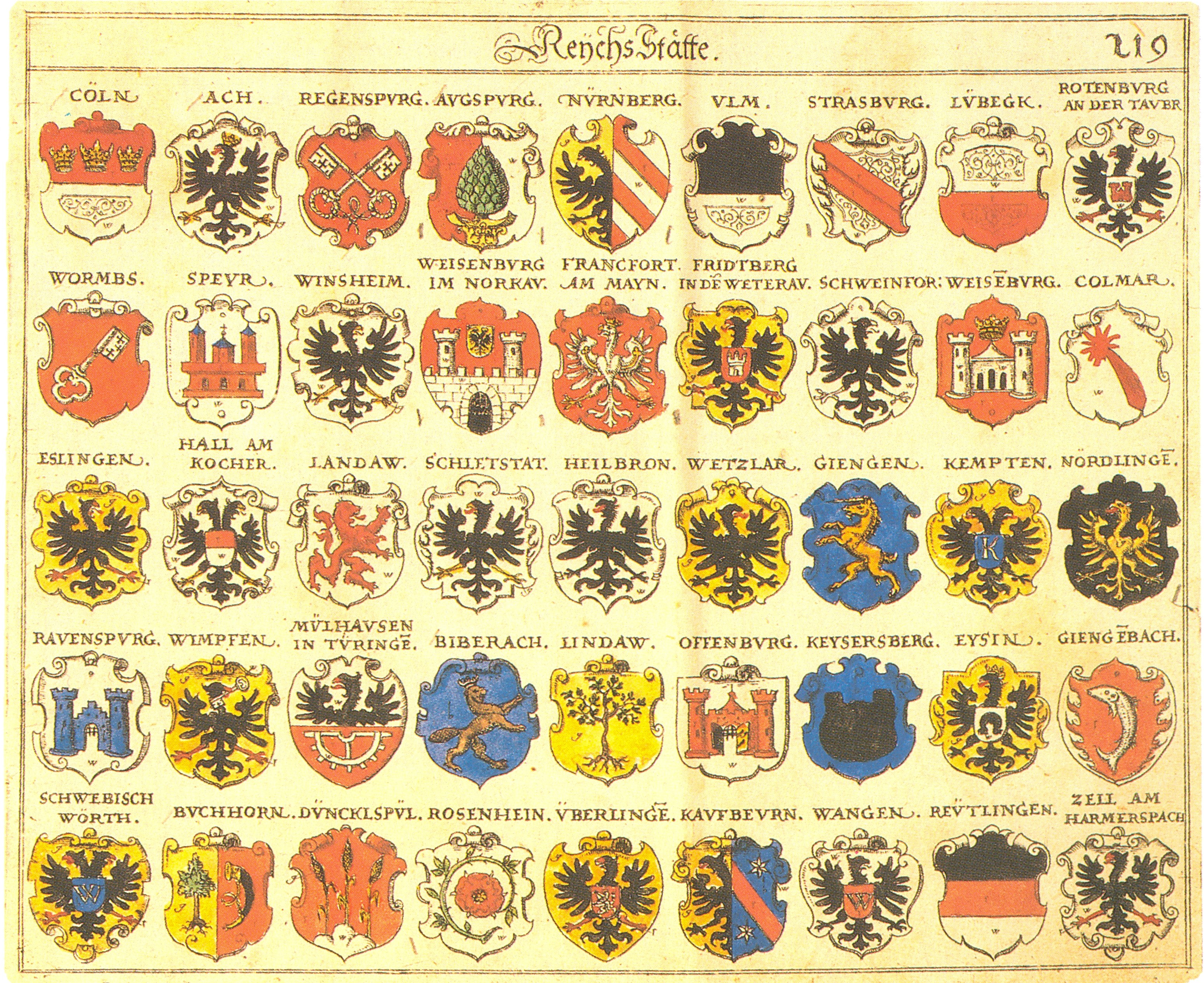
Stampa del 1605 che illustra gli stemmi della maggior parte delle città imperiali dell'epoca, con l'aggiunta di alcune altre città importanti dell'impero (1)

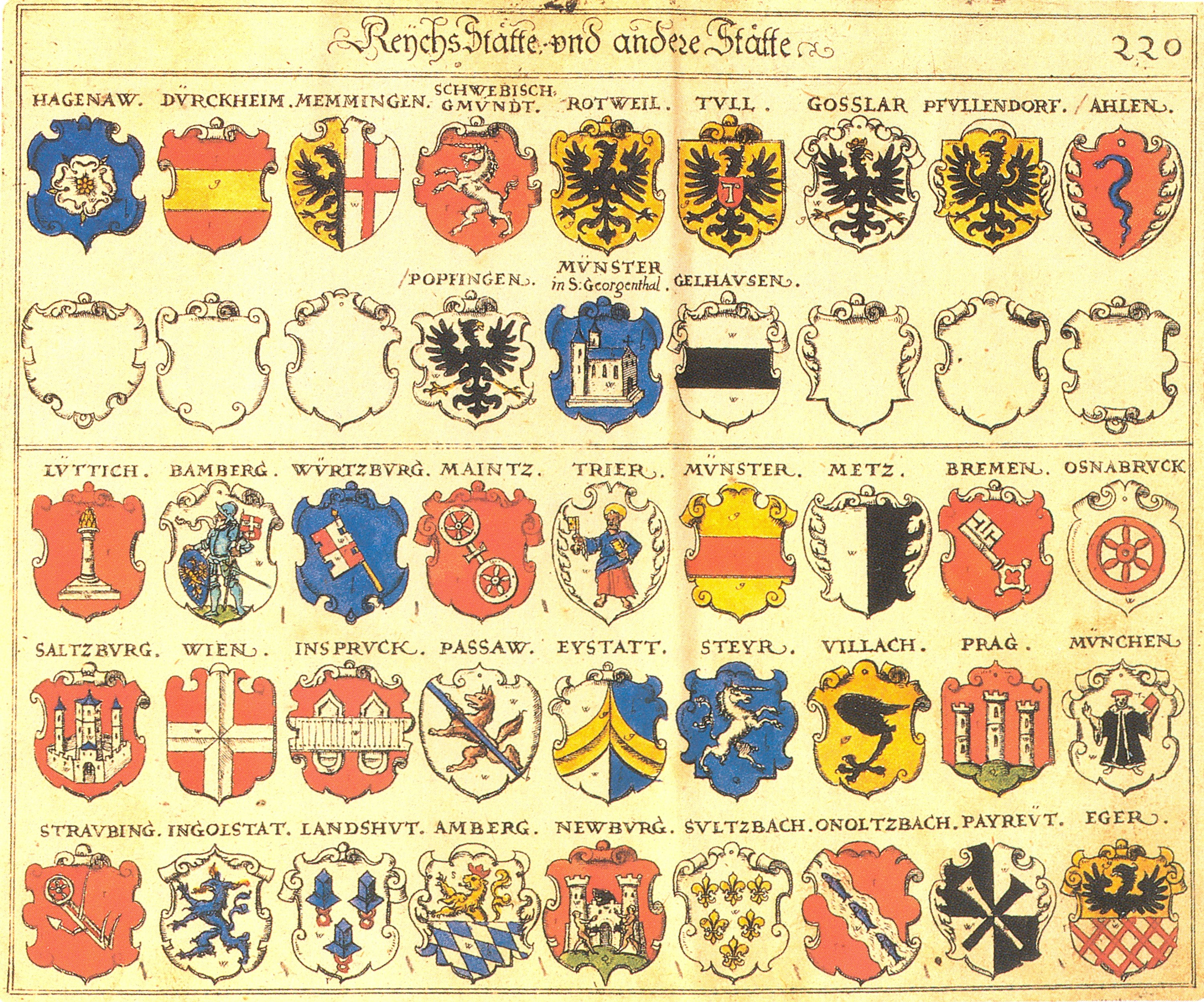
Stampa del 1605 che illustra gli stemmi della maggior parte delle città imperiali dell'epoca, con l'aggiunta di alcune altre città importanti dell'impero (2)

## Istituti analoghi in altri stati
Le città libere dell'Impero sono paragonabili, con le dovute distinzioni, alle bonnes villes del regno di Francia, alle Città demaniali dei regni di Napoli e Sicilia, alle città regie della Sardegna e alle città regie del regno di Ungheria.

## Elenco delle città libere dell'Impero

### Le città imperiali nel 1792
Il seguente elenco riporta le 51 città libere dell'Impero ancora esistenti negli ultimi anni del Sacro Romano Impero, prima delle conquiste francesi del 1795, ripartite nei rispettivi circoli imperiali di appartenenza.

#### Circolo di Baviera
- Ratisbona (dal 1180); protestante, sede del Reichstag dal 1664

#### Circolo di Franconia
- Norimberga (dal 1219); protestante
- Rothenburg ob der Tauber (dal 1274); protestante
- Schweinfurt (dal 1282); protestante
- Weißenburg in Bayern (dal 1350 ca.); protestante
- Windsheim (dal 1284); protestante

#### Circolo di Svevia
- Aalen (dal 1360); protestante
- Augusta (dal 1276); paritaria
- Biberach an der Riß (dal 1180); paritaria
- Bopfingen (dal 1250 ca.); protestante
- Buchau (dal 1250 ca.); cattolica
- Friedrichshafen (già Buchhorn; dal 1089); cattolica
- Dinkelsbühl (dal 1274); paritaria
- Esslingen am Neckar (dal 1250 ca.); protestante
- Gengenbach (dal 1250 ca. al 1755); cattolica
- Giengen an der Brenz (dal 1250 ca.); protestante
- Heilbronn (dal 1350); protestante
- Isny im Allgäu (dal 1250 ca.); protestante
- Kaufbeuren (dal 1250 ca.); protestante
- Kempten (dal 1289); protestante
- Leutkirch im Allgäu, protestante
- Lindau (dal 1275); protestante
- Memmingen (dal 1286); protestante
- Nördlingen (dal 1215); protestante
- Offenburg (dal 1289; tranne 1701-1771); cattolica
- Pfullendorf; cattolica
- Ravensburg (dal 1276); paritaria
- Reutlingen (dal 1240); protestante
- Rottweil (dal 1140); cattolica
- Schwäbisch Gmünd (dal 1250 ca.); cattolica
- Schwäbisch Hall (dal 1280); protestante
- Überlingen (dal 1268); cattolica
- Ulma (dal 1184); protestante
- Wangen im Allgäu (dal 1250 ca.); cattolica
- Weil der Stadt (dal 1250 ca.); cattolica
- Wimpfen; protestante
- Zell am Harmersbach; cattolica

#### Circolo dell'Alto Reno
- Francoforte sul Meno (dal 1220); protestante
- Friedberg (dal 1217); protestante
- Spira (dal 1294); protestante
- Wetzlar (dal 1180); protestante
- Worms (dal 1074); protestante

#### Circolo del Basso Reno - Vestfalia
- Aquisgrana (dal 1306); cattolica
- Colonia (de facto dal 1288; de iure dal 1475); cattolica
- Dortmund (dal 1220); protestante

#### Circolo della Bassa Sassonia
- Amburgo (dal 1510 e di nuovo dal 1770); protestante
- Brema (dal 1186, riconfermata nel 1646); protestante
- Goslar; protestante
- Lubecca (dal 1226); protestante
- Mühlhausen di Turingia (dal 1180); protestante
- Nordhausen (dal 1253); protestante

### Le città imperiali nei secoli precedenti

#### Nel Basso Medioevo
- Cheb (1213-1322 - passata ai sovrani di Boemia)
- Chemnitz (1290-1308)
- Duisburg (1170-1290 - passata ai conti di Kleve)
- Düren (1000-1241 - passata ai conti di Jülich)
- Feuchtwangen (1241-1376 - passata al Burgraviato di Norimberga)
- Gelnhausen (1170-1349 - passata ai conti di Schwarzburg; nonostante i continui successivi passaggi di mano, rimase però formalmente città imperiale fino al XVIII secolo)
- Germersheim (1276-1325 - passata al Palatinato)
- Kaiserslautern (1276-1375 - passata al Palatinato)
- Magonza (1244-1462 - tornata sotto il controllo dell'arcivescovo)
- Markgröningen (1240-1252; 1280-1336 - passata ai conti del Wurtemberg)
- Mosbach (1241-1362 - passata al Palatinato)
- Neckargemünd (1230-1395 - passata al Palatinato)
- Neuenburg am Rhein (1219-1311 - passata agli Asburgo)
- Nimega (1230-1247 - passata ai conti di Gheldria)
- Oberwesel (1220-1309 - passata al Vescovato di Treviri)
- Oppenheim (1225-1398 - passata all'Arcivescovato di Magonza)
- Rheinfelden (1225-1330 - passata agli Asburgo)
- Seltz (1357-1414; membro della Decapoli Alsaziana; al Palatinato nel 1414)
- Stein am Rhein (1457-1484; passata alla libera città imperiale di Zurigo come protettorato)
- Weinsberg (1283-1417; 1430-1440)
- Winterthur (1417-1442 - passata agli Asburgo; alla libera città imperiale di Zurigo nel 1476)
- Zwickau (1290-1407)

#### Fino al XVI secolo

##### Circolo di Svevia
- Costanza (1192-1548; conquistata dagli Asburgo)

##### Circolo dell'Alto Reno
- Metz (1207-1552; passata alla Francia)
- Toul (passata alla Francia nel 1552)
- Verdun (passata alla Francia nel 1552)

#### Fino al XVII secolo

##### Circolo di Borgogna
- Besançon (dal 1184; passata alla Francia con la pace di Nimega 1678/1679)

##### Circolo di Svevia
- Donauwörth (1250 ca.-1607; annessa alla Baviera)
- San Gallo (dal 1401; nel 1454 "alleata perpetua" della Svizzera; separata dall'Impero nel 1648)
- Sciaffusa (1190-1330; nuovamente dal 1415; nel 1501 cantone svizzero; separata dall'Impero nel 1648)

##### Circolo dell'Alto Reno
- Basilea (dal 1386; nel 1501 cantone svizzero; separata dall'Impero nel 1648)
- Colmar (membro della Decapoli Alsaziana; supremazia francese nel 1648, annessa alla Francia con la pace di Nimega 1678/79)
- Haguenau (dal 1260; membro della Decapoli Alsaziana; supremazia francese nel 1648, annessa alla Francia con la pace di Nimega 1678/79)
- Kaysersberg (membro della Decapoli Alsaziana; supremazia francese nel 1648, annessa alla Francia con la pace di Nimega 1678/79)
- Landau (1291-1324; nuovamente dal 1511; membro della Decapoli Alsaziana dal 1521; supremazia francese nel 1648, annessa alla Francia con la pace di Nimega 1678/79)
- Mulhouse (dal XIII secolo; nel 1515 "alleata perpetua" della Svizzera; separata dall'Impero nel 1648; alla Francia nel 1798)
- Munster (membro della Decapoli Alsaziana; supremazia francese nel 1648, annessa alla Francia con la pace di Nimega 1678/79)
- Obernai (membro della Decapoli Alsaziana; supremazia francese nel 1648, annessa alla Francia con la pace di Nimega 1678/79)
- Rosheim (membro della Decapoli Alsaziana; supremazia francese nel 1648, annessa alla Francia con la pace di Nimega 1678/79)
- Sélestat (membro della Decapoli Alsaziana; supremazia francese nel 1648, annessa alla Francia con la pace di Nimega 1678/79)
- Strasburgo (1262-1681; occupata dalla Francia nel 1681 e annessa col Trattato di Ryswick 1697 tranne il forte di Kehl)
- Turckheim (membro della Decapoli Alsaziana; supremazia francese nel 1648, annessa alla Francia con la pace di Nimega 1678/79)
- Wissembourg (membro della Decapoli Alsaziana; supremazia francese nel 1648, annessa alla Francia con la pace di Nimega 1678/79)

##### Circolo del Basso Reno - Vestfalia
- Deventer (1495-1648; separata dall'Impero come parte della Repubblica delle Sette Province Unite)
- Essen (1377-1670) (status controverso)
- Herford (1631-1652; occupata e annessa dal Brandeburgo)
- Kampen (1495-1648; separata dall'Impero come parte delle Province Unite)
- Soest (1449-1609 - passata al Brandeburgo)
- Verden (divenuta ducato e passata alla corona svedese)
- Zwolle (separata dall'Impero nel 1648 come parte delle Province Unite)

##### Territori esterni ai circoli: Territorio dei Confederati
- Baden (AG) (solo formalmente 1415-1648; di fatto soggetta ai cantoni della confederazione elvetica come baliaggio)
- Berna (dal 1218; nel 1351 cantone svizzero; separata dall'Impero nel 1648)
- Friburgo (dal 1478; nel 1481 cantone svizzero; separata dall'Impero nel 1648)
- Lucerna (dal 1415; - già cantone svizzero dal 1332 - separata dall'Impero nel 1648)
- Soletta (dal 1218; nel 1481 cantone svizzero; separata dall'Impero nel 1648)
- Zugo (dal 1415; - già cantone svizzero dal 1352 - separata dall'Impero nel 1648)
- Zurigo (dal 1218; nel 1351 cantone svizzero; separata dall'Impero nel 1648)

Le città imperiali della Svizzera all'epoca della Pace di Vestfalia erano ormai da tempo di fatto totalmente slegate dall'Impero, almeno dalla fine del Quattrocento, ossia dopo la Guerra sveva. Dopo questi fatti, l'ultimo episodio in cui l'autonomia della Confederazione fu seriamente minacciata, i cantoni furono di fatto totalmente indipendenti. La Pace di Vestfalia non fece altro che ufficializzare ciò che era realtà da quasi un secolo e mezzo.

### Le città libere e imperiali nella Reichsmatrikel della Dieta di Worms del 1521
(vedi qui l'intero documento: https://de.wikisource.org/wiki/Reichsmatrikel_von_1521)
Viene riportata la forma originale in cui la città compare nel documento e, accanto, la forma moderna tra parentesi.
- Regenspurg (ted Regensburg/ita Ratisbona)
- Nuremberg (ted Nürnberg/ita Norimberga)
- Rotenburg an der Tauber (Rothenburg ob der Tauber)
- Weißenburg im Nurgkau (Weißenburg in Bayern)
- Swebischen Werde (Donauwörth)
- Winsheim (Windsheim)
- Sweinfurt (Schweinfurt)
- Wimpfen (Wimpfen)
- Heilbron (Heilbronn)
- Swebischen Hall (Schwäbisch Hall)
- Nordlingen (Nördlingen)
- Dinckelspuhel (Dinkelsbühl)
- Ulm (ted Ulm/ita Ulma)
- Augspurg (ted Augsburg/ita Augusta)
- Giengen (Giengen an der Brenz)
- Bopfingen (Bopfingen)
- Alen (Aalen)
- Gemund (Schwäbisch Gmünd)
- Eßlingen (Esslingen am Neckar)
- Reutlingen (Reutlingen)
- Weil (Weil der Stadt)
- Pfullendorf (Pfullendorf)
- Kaufbeurn (Kaufbeuren)
- Uberlingen (Überlingen)
- Wangen (Wangen im Allgäu)
- Yßni (Isny im Allgäu)
- Leutkirch (Leutkirch im Allgäu)
- Memmingen (Memmingen)
- Kempten (Kempten)
- Buchorn (Buchhorn, oggi Friedrichshafen)
- Ravenspurg (Ravensburg)
- Bibrach (Biberach an der Riß)
- Lindau (Lindau im Bodensee)
- Costentz (ted Konstanz/ita Costanza)
- Basel (ted Basel/ita Basilea)
- Straßburg (fra Strasbourg/ted Straßburg/ita Strasburgo)
- Keisersberg (fra Kaysersberg/ted Kaisersberg)
- Colmar (fra Colmar/ted Kolmar)
- Slettstat (fra Séléstat/ted Schlettstadt)
- Mulhausen im Elsas (fra Mulhouse/ted Mülhausen)
- Rotwyl (Rottweil)
- Hagenau (fra Haguenau/ted Hagenau)
- Weißenburg im Waßgau (fra Wissembourg/ted Weißenburg)
- Obern-Ehenheim (fra Obernai/ted Oberehnheim)
- Roßheim (Rosheim)
- Speyer (ted Speyer/ita Spira)
- Wormbs (Worms)
- Frankfurt (ted Frankfurt am Main/ita Francoforte sul Meno)
- Friedberg (Friedberg - Hessen)
- Geilnhausen (Gelnhausen)
- Wetzlar (Wetzlar)
- Collen (ted Köln/ita Colonia)
- Ach (ted Aachen/ita Aquisgrana)
- Metz (Metz)
- Toll (Toul)
- Verdun (Verdun)
- Offenburg (Offenburg)
- Landaue (Landau in der Pfalz)
- [Genghenbach] (Gengenbach)
- [Zell] (Zell am Harmersbach)
- Schaffhausen (ted Schaffhausen/ita Sciaffusa)
- Kaufmans Sarbrugk (Sarrebourg)
- Bisantz (Besançon)
- Lubeck (ted Lübeck/ita Lubecca)
- Hamburg (ted Hamburg/ita Amburgo)
- Dortmund (Dortmund)
- Niderwesel (Wesel)
- Muhlhausen in Doringen (Mühlhausen in Thüringen)
- Northausen (Nordhausen)
- Goßlar (Goslar)
- Sost (Soest)
- Brackel (Brakel)
- Warberg (Warburg)
- Lemgau (Lemgo)
- Durckheim (fra Turckheim/ted Türkheim)
- Verden (Verden)
- Mönster in Sant Georgenthal (fra Munster/ted Münster im Elsass)
- Theuern (Düren)
- Hervorden (Herford)
- Kamerich (Cambrai)
- Dußberg (Duisburg)
- Dantzig (pol Gdansk/ted Danzig/ita Danzica)
- Elbingen (pol Elblag/ted Elbing)
- Sant Gallen (ted Sankt Gallen/ita San Gallo)
- [Gottingen] (ted Gottingen/ita Gottinga)

Alcune città presenti nell'elenco, quali Brakel, Cambrai, Gottinga, Lemgo, Sarrebourg, Warburg, Wesel, erano dotate di una certa autonomia municipale (soprattutto Gottinga, che era una città pressoché libera), ma non risulta che abbiano mai goduto dell'immediatezza imperiale; le città di Duisburg, Düren e Gelnhausen avevano goduto dell'immediatezza imperiale nel basso medioevo, ma l'avevano perduta tra XIII e XIV secolo; Elbląg e Danzica erano città libere ma esterne ai confini giuridici del Sacro Romano Impero, e pertanto non erano città imperiali. Tutte queste municipalità, interessate da diversi gradi di autonomia, e verosimilmente per questa ragione partecipanti alla dieta di Worms del 1521, non devono tuttavia essere considerate nel novero delle città imperiali attestate in questa Reichsmatrikel, le quali quindi sono in realtà 73 e non 85. Peraltro alcune città imperiali sicuramente in possesso dell'immediatezza imperiale in quegli anni (soprattutto in Svizzera e nei Paesi Bassi) non figurano tra le partecipanti alla dieta: il documento va pertanto considerato solamente come una testimonianza di massima.

### Tavola riassuntiva delle Città Imperiali di lunga durata
| Città                      | Presenza nella Heeres- matrikel (1422) | Presenza nella Wormser Matrikel (1521) | Presenza nella Reichsmatrikel del 1792 | Circolo        | Banco nella Dieta Imperiale | Confessione (dopo la riforma protestante)           | Immediatezza imperiale | Mediatizzazione o separazione dall'Impero                                                      |
| -------------------------- | -------------------------------------- | -------------------------------------- | -------------------------------------- | -------------- | --------------------------- | --------------------------------------------------- | --- | ---------------------------------------------------------------------------------------------- |
| Aalen                      | Sì                                     | Sì                                     | Sì                                     | Svevia         | Banco Svevo                 | Protestante (Luterana)                              | 1360 | 1803 (Reichsdeputationshauptschluss - al Württemberg)                                          |
| Amburgo                    | Sì                                     | Sì                                     | Sì                                     | Bassa Sassonia | Banco Renano                | Protestante (Luterana)                              | riconoscimento definitivo 1510 | 1806/1811–1814 (annessa alla Francia), ma dal 1815 di nuovo Città Libera (fino a oggi)         |
| Aquisgrana                 | Sì                                     | Sì                                     | Sì                                     | Basso Reno     | Banco Renano                | Cattolica                                           | 1166 | 1797 (annessa alla Francia)                                                                    |
| Augusta                    | Sì                                     | Sì                                     | Sì                                     | Svevia         | Banco Svevo                 | Paritaria                                           | 1276 | 1805 (Pace di Presburgo - alla Baviera)                                                        |
| Basilea                    | Sì                                     | Sì                                     | No                                     | Alto Reno      |                             | Protestante (Riformata)                             | | 1648 (indipendenza della Svizzera dall'Impero)                                                 |
| Berna                      | Sì                                     | No                                     | No                                     | -              |                             | Protestante (Riformata)                             | 1218 | 1648 (indipendenza della Svizzera dall'Impero)                                                 |
| Besançon                   | No                                     | Sì                                     | No                                     | Borgogna       |                             | Cattolica                                           | 1307 | 1648/1678-79 passata dapprima alla Spagna, definitivamente alla Francia col Trattato di Nimega |
| Biberach an der Riß        | Sì                                     | Sì                                     | Sì                                     | Svevia         | Banco Svevo                 | Paritaria                                           | 1281 | 1803 (Reichsdeputationshauptschluss - al Baden)                                                |
| Bopfingen                  | Sì                                     | Sì                                     | Sì                                     | Svevia         | Banco Svevo                 | Protestante (Luterana)                              | 1241 | 1803 (Reichsdeputationshauptschluss - alla Baviera)                                            |
| Brema                      | No                                     | No                                     | Sì                                     | Bassa Sassonia | Banco Renano                | Protestante (Luterana)                              | 1186 (lo status della città, nonostante l'atto formale del 1186 - Gelnhauser Privileg - rimase a lungo dibattuto; l'immediatezza imperiale fu definitivamente ribadita nel 1646 - al 1640 risale la prima partecipazione a una dieta) | 1806/1811–1814 (annessa alla Francia), ma dal 1815 di nuovo Città Libera (fino a oggi)         |
| Buchau                     | No                                     | No                                     | Sì                                     | Svevia         | Banco Svevo                 | Cattolica                                           | XIII secolo | 1803 (Reichsdeputationshauptschluss - ai principi Thurn und Taxis)                             |
| Buchhorn (Friedrichshafen) | Sì                                     | Sì                                     | Sì                                     | Svevia         | Banco Svevo                 | Cattolica                                           | 1275 | 1803 (Reichsdeputationshauptschluss - alla Baviera)                                            |
| Colmar                     | Sì                                     | Sì                                     | No                                     | Alto Reno      | Banco Renano                | Protestante (Luterana) dal 1575                     | 1226 | 1648/1678-79 (annessa alla Francia)                                                            |
| Colonia                    | Sì                                     | Sì                                     | Sì                                     | Basso Reno     | Banco Renano                | Cattolica                                           | de jure 1475 | 1797 (annessa alla Francia)                                                                    |
| Costanza                   | Sì                                     | Sì                                     | No                                     | Svevia         |                             | Protestante fino all'annessione ai Domini Asburgici | 1192/1213 | 1548 (occupata dagli Asburgo e annessa all'Austria anteriore)                                  |
| Dinkelsbühl                | Sì                                     | Sì                                     | Sì                                     | Svevia         | Banco Svevo                 | Paritaria                                           | 1241/1274 | 1803 (Reichsdeputationshauptschluss - alla Baviera)                                            |
| Donauwörth                 | No                                     | Sì                                     | No                                     | Svevia         |                             | Protestante fino all'annessione alla Baviera        | 1301 | 1607 (occupata e annessa dalla Baviera)                                                        |
| Dortmund                   | Sì                                     | Sì                                     | Sì                                     | Basso Reno     | Banco Renano                | Protestante (Luterana)                              | | 1803 (Reichsdeputationshauptschluss - a Nassau-Dillenburg)                                     |
| Esslingen am Neckar        | Sì                                     | Sì                                     | Sì                                     | Svevia         | Banco Svevo                 | Protestante (Luterana)                              | 1181 | 1803 (Reichsdeputationshauptschluss - al Württemberg)                                          |
| Francoforte sul Meno       | Sì                                     | Sì                                     | Sì                                     | Alto Reno      | Banco Renano                | Protestante (Luterana)                              | 1356/1372 | 1806 (al Principato di Aschaffenburg), ma dal 1815 di nuovo Città Libera (fino al 1866)        |
| Friburgo (Svizzera)        | Sì                                     | No                                     | No                                     | -              |                             | Cattolica                                           | 1478 | 1648 (indipendenza della Svizzera dall'Impero)                                                 |
| Friedberg                  | Sì                                     | Sì                                     | Sì                                     | Alto Reno      | Banco Renano                | Protestante (Luterana)                              | 1252 | 1803 (Reichsdeputationshauptschluss - all'Assia-Darmstadt)                                     |
| Gengenbach                 | No                                     | Sì                                     | Sì                                     | Svevia         | Banco Svevo                 | Cattolica                                           | 1366 | 1803 (Reichsdeputationshauptschluss - al Baden)                                                |
| Giengen an der Brenz       | Sì                                     | Sì                                     | Sì                                     | Svevia         | Banco Svevo                 | Protestante (Luterana)                              | 1391 | 1803 (Reichsdeputationshauptschluss - al Württemberg)                                          |
| Goslar                     | Sì                                     | Sì                                     | Sì                                     | Bassa Sassonia | Banco Renano                | Protestante (Luterana)                              | | 1803 (Reichsdeputationshauptschluss - alla Prussia)                                            |
| Haguenau                   | Sì                                     | Sì                                     | No                                     | Alto Reno      | Banco Renano                |                                                     | almeno dal 1291 | 1648/1678-79 (annessa alla Francia)                                                            |
| Heilbronn                  | Sì                                     | Sì                                     | Sì                                     | Svevia         | Banco Svevo                 | Protestante (Luterana)                              | 1371 | 1803 (Reichsdeputationshauptschluss - al Württemberg)                                          |
| Herford                    | No                                     | Sì                                     | No                                     | Basso Reno     |                             |                                                     | dal tardo medioevo (lo status della città rimase a lungo controverso; nel 1631 il Reichskammergericht ribadì definitivamente l'immediatezza imperiale)                                                                                | 1652 (occupata e annessa dalla Prussia)                                                        |
| Isny im Allgäu             | Sì                                     | Sì                                     | Sì                                     | Svevia         | Banco Svevo                 | Protestante (Luterana)                              | 1365 | 1803 (Reichsdeputationshauptschluss - ai conti di Quadt)                                       |
| Kaysersberg                | Sì                                     | Sì                                     | No                                     | Alto Reno      | Banco Renano                |                                                     | 1353 | 1648/1678-79 (annessa alla Francia)                                                            |
| Kaufbeuren                 | Sì                                     | Sì                                     | Sì                                     | Svevia         | Banco Svevo                 | Protestante (Luterana) - Cattolicesimo riconosciuto | 1286 | 1803 (Reichsdeputationshauptschluss - alla Baviera)                                            |
| Kempten                    | Sì                                     | Sì                                     | Sì                                     | Svevia         | Banco Svevo                 | Protestante (Luterana)                              | 1289 | 1803 (Reichsdeputationshauptschluss - alla Baviera)                                            |
| Landau                     | No                                     | Sì                                     | No                                     | Alto Reno      | Banco Renano                | Protestante (Luterana)                              | 1291-1324; 1511 | 1648/1678-79 (annessa alla Francia)                                                            |
| Leutkirch                  | Sì                                     | Sì                                     | Sì                                     | Svevia         | Banco Svevo                 | Protestante (Luterana) - Cattolicesimo riconosciuto | 1293 | 1803 (Reichsdeputationshauptschluss - alla Baviera)                                            |
| Lindau                     | Sì                                     | Sì                                     | Sì                                     | Svevia         | Banco Svevo                 | Protestante (Luterana) dal 1528                     | 1274 | 1803 (Reichsdeputationshauptschluss - ai principi von Bretzenheim)                             |
| Lubecca                    | Sì                                     | Sì                                     | Sì                                     | Bassa Sassonia | Banco Renano                | Protestante (Luterana)                              | 1226 | Città Libera nel 1806; annessa dalla Francia 1811-1813, nuovamente Città Libera 1815-1937      |
| Lucerna                    | Sì                                     | No                                     | No                                     | -              |                             | Cattolica                                           | 1415 | 1648 (indipendenza della Svizzera dall'Impero)                                                 |
| Memmingen                  | Sì                                     | Sì                                     | Sì                                     | Svevia         | Banco Svevo                 | Protestante (Luterana)                              | 1286 | 1803 (Reichsdeputationshauptschluss - alla Baviera)                                            |
| Metz                       | Sì                                     | Sì                                     | No                                     | Alto Reno      |                             | Cattolica                                           | 1180/1210 | 1552/1648 (annessa alla Francia)                                                               |
| Mühlhausen di Turingia     | Sì                                     | Sì                                     | Sì                                     | Bassa Sassonia | Banco Renano                | Protestante (Luterana)                              | 1251 | 1803 (Reichsdeputationshauptschluss - alla Prussia)                                            |
| Mulhouse                   | Sì                                     | Sì                                     | No                                     | Alto Reno      |                             | Protestante (Riformata)                             | | 1648 (indipendenza della Svizzera dall'Impero)                                                 |
| Munster                    | Sì                                     | Sì                                     | No                                     | Alto Reno      | Banco Renano                |                                                     | | 1648/1678-79 (annessa alla Francia)                                                            |
| Nördlingen                 | Sì                                     | Sì                                     | Sì                                     | Svevia         | Banco Svevo                 | Protestante (Luterana)                              | 1215 | 1803 (Reichsdeputationshauptschluss - alla Baviera)                                            |
| Nordhausen                 | Sì                                     | Sì                                     | Sì                                     | Bassa Sassonia | Banco Renano                | Protestante (Luterana)                              | 1220 | 1803 (Reichsdeputationshauptschluss - alla Prussia)                                            |
| Norimberga                 | Sì                                     | Sì                                     | Sì                                     | Franconia      | Banco Svevo                 | Protestante (Luterana) dal 1525                     | 1219 | 1806 (occupata dai Francesi e poi annessa alla Baviera)                                        |
| Obernai                    | Sì                                     | Sì                                     | No                                     | Alto Reno      | Banco Renano                |                                                     | 1240 | 1648/1678-79 (annessa alla Francia)                                                            |
| Offenburg                  | No                                     | Sì                                     | Sì                                     | Svevia         | Banco Svevo                 | Cattolica                                           | 1240 | 1803 (Reichsdeputationshauptschluss - al Baden)                                                |
| Pfullendorf                | Sì                                     | Sì                                     | Sì                                     | Svevia         | Banco Svevo                 | Cattolica                                           | 1220 | 1803 (Reichsdeputationshauptschluss - al Baden)                                                |
| Ratisbona                  | Sì                                     | Sì                                     | Sì                                     | Baviera        | Banco Svevo                 | Protestante (Luterana) dal 1542                     | 1207 | 1803 (Reichsdeputationshauptschluss - al Principato di Ratisbona)                              |
| Ravensburg                 | Sì                                     | Sì                                     | Sì                                     | Svevia         | Banco Svevo                 | Paritaria                                           | 1278 | 1803 (Reichsdeputationshauptschluss - alla Baviera)                                            |
| Reutlingen                 | Sì                                     | Sì                                     | Sì                                     | Svevia         | Banco Svevo                 | Protestante (Luterana)                              | | 1803 (Reichsdeputationshauptschluss - al Württemberg)                                          |
| Rosheim                    | Sì                                     | Sì                                     | No                                     | Alto Reno      | Banco Renano                |                                                     | 1303 | 1648/1678-79 (annessa alla Francia)                                                            |
| Rothenburg ob der Tauber   | Sì                                     | Sì                                     | Sì                                     | Franconia      | Banco Svevo                 | Protestante (Luterana)                              | 1274 | 1803 (Reichsdeputationshauptschluss - alla Baviera)                                            |
| Rottweil                   | Sì                                     | Sì                                     | Sì                                     | Svevia         | Banco Svevo                 | Cattolica                                           | | 1803 (Reichsdeputationshauptschluss - al Württemberg)                                          |
| San Gallo                  | No                                     | Sì                                     | No                                     | Svevia         |                             | Protestante (Riformata)                             | 1180 | 1648 (indipendenza della Svizzera dall'Impero)                                                 |
| Sciaffusa                  | Sì                                     | Sì                                     | No                                     | Svevia         |                             | Protestante (Riformata)                             | 1190-1330; 1415 | 1648 (indipendenza della Svizzera dall'Impero)                                                 |
| Sélestat                   | Sì                                     | Sì                                     | No                                     | Alto Reno      | Banco Renano                | Protestante (Luterana)                              | 1216 | 1648/1678-79 (annessa alla Francia)                                                            |
| Schwäbisch Gmünd           | Sì                                     | Sì                                     | Sì                                     | Svevia         | Banco Svevo                 | Cattolica                                           | XIII secolo | 1803 (Reichsdeputationshauptschluss - al Württemberg)                                          |
| Schwäbisch Hall            | Sì                                     | Sì                                     | Sì                                     | Svevia         | Banco Svevo                 | Protestante (Luterana)                              | 1280 | 1803 (Reichsdeputationshauptschluss - al Württemberg)                                          |
| Schweinfurt                | Sì                                     | Sì                                     | Sì                                     | Franconia      | Banco Svevo                 | Protestante (Luterana)                              | almeno dal 1254, ribadita 1282 | 1803 (Reichsdeputationshauptschluss - alla Baviera)                                            |
| Soletta                    | No                                     | No                                     | No                                     | -              |                             | Cattolica                                           | 1218 | 1648 (indipendenza della Svizzera dall'Impero)                                                 |
| Spira                      | Sì                                     | Sì                                     | Sì                                     | Alto Reno      | Banco Renano                | Protestante (Luterana)                              | almeno dal 1276 | 1797 (annessa alla Francia)                                                                    |
| Strasburgo                 | Sì                                     | Sì                                     | No                                     | Alto Reno      | Banco Renano                | Protestante (Luterana)                              | 1262 | 1681-1697 (annessa alla Francia con la Pace di Rijswijk)                                       |
| Toul                       | Sì                                     | Sì                                     | No                                     | Alto Reno      |                             | Cattolica                                           | | 1552/1648 (annessa alla Francia)                                                               |
| Turckheim                  | Sì                                     | Sì                                     | No                                     | Alto Reno      | Banco Renano                |                                                     | 1312 | 1648/1678-79 (annessa alla Francia)                                                            |
| Überlingen                 | Sì                                     | Sì                                     | Sì                                     | Svevia         | Banco Svevo                 | Cattolica                                           | fine XIV secolo | 1803 (Reichsdeputationshauptschluss - al Baden)                                                |
| Ulma                       | Sì                                     | Sì                                     | Sì                                     | Svevia         | Banco Svevo                 | Protestante (Luterana)                              | 1184 | 1803 (Reichsdeputationshauptschluss - alla Baviera)                                            |
| Verden                     | No                                     | Sì                                     | No                                     | Basso Reno     |                             | Protestante (Luterana)                              | XV secolo | 1648 (trasformata in Principato assegnato alla corona svedese)                                 |
| Verdun                     | Sì                                     | Sì                                     | No                                     | Alto Reno      |                             | Cattolica                                           | | 1552/1648 (annessa alla Francia)                                                               |
| Wangen                     | Sì                                     | Sì                                     | Sì                                     | Svevia         | Banco Svevo                 | Cattolica                                           | 1217/1286 | 1803 (Reichsdeputationshauptschluss - alla Baviera)                                            |
| Weil der Stadt             | Sì                                     | Sì                                     | Sì                                     | Svevia         | Banco Svevo                 | Cattolica                                           | circa 1275 | 1803 (Reichsdeputationshauptschluss - al Württemberg)                                          |
| Weißenburg im Nordgau      | Sì                                     | Sì                                     | Sì                                     | Franconia      | Banco Svevo                 | Protestante (Luterana)                              | | 1803 (Reichsdeputationshauptschluss - alla Baviera)                                            |
| Wissembourg                | Sì                                     | Sì                                     | No                                     | Alto Reno      | Banco Renano                |                                                     | 1306 | 1648/1678-79 (annessa alla Francia)                                                            |
| Wetzlar                    | Sì                                     | Sì                                     | Sì                                     | Alto Reno      | Banco Renano                | Protestante (Luterana)                              | 1180 | 1803 (Reichsdeputationshauptschluss - alla Contea di Wetzlar)                                  |
| Wimpfen                    | Sì                                     | Sì                                     | Sì                                     | Svevia         | Banco Svevo                 | Protestante (Luterana)                              | circa 1300 | 1803 (Reichsdeputationshauptschluss - al Baden)                                                |
| Windsheim                  | Sì                                     | Sì                                     | Sì                                     | Franconia      | Banco Svevo                 | Protestante (Luterana)                              | 1248 | 1803 (Reichsdeputationshauptschluss - alla Baviera)                                            |
| Worms                      | Sì                                     | Sì                                     | Sì                                     | Alto Reno      | Banco Renano                | Protestante (Luterana)                              | 1184 | 1797 (annessa alla Francia)                                                                    |
| Zell am Harmersbach        | No                                     | Sì                                     | Sì                                     | Svevia         | Banco Svevo                 | Cattolica                                           | fine XIV secolo | 1803 (Reichsdeputationshauptschluss - al Baden)                                                |
| Zugo                       | No                                     | No                                     | No                                     | -              |                             | Cattolica                                           | 1415 | 1648 (indipendenza della Svizzera dall'Impero)                                                 |
| Zurigo                     | Sì                                     | No                                     | No                                     | -              |                             | Protestante (Riformata)                             | 1262 | 1648 (indipendenza della Svizzera dall'Impero)                                                 |

## Leghe di città

### La Confederazione Elvetica: un'alleanza tra città imperiali e territori rurali imperiali

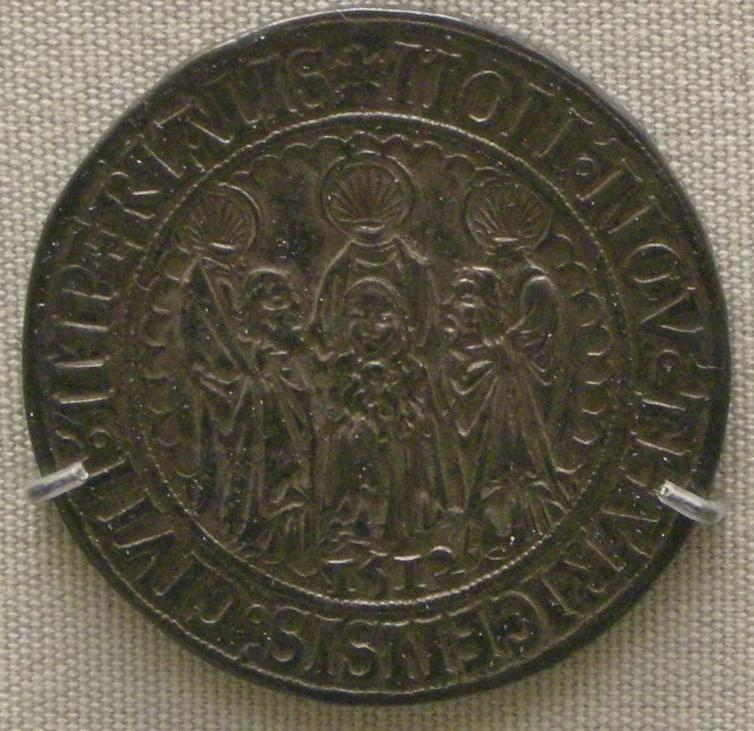
Gulden di Zurigo risalente a un'epoca (1512) in cui la città svizzera teneva ancora a fregiarsi del titolo di città libera dell'Impero; la legenda riporta: "MON(eta) NOV(a) THVRICENSIS CIVIT(atis) IMPERIALIS"

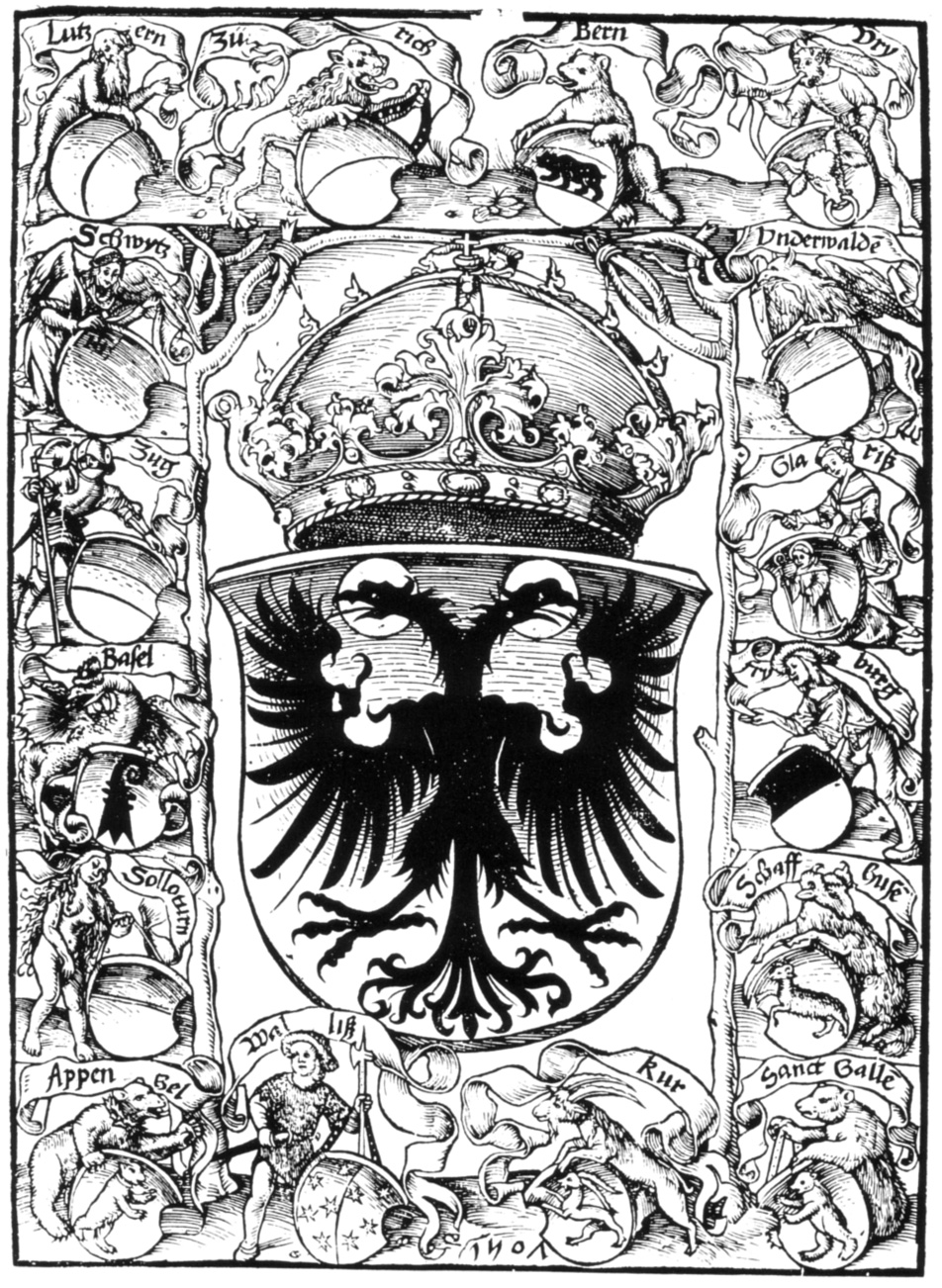
Stampa del 1507 che raffigura gli stemmi dei cantoni svizzeri e dei loro principali alleati, raggruppati intorno all'aquila imperiale, a sottolineare il possesso dell'immediatezza imperiale

Nel corso del XIII secolo in quella che più tardi sarebbe divenuta la Svizzera si andò progressivamente delineando una lotta, sempre più accesa, tra alcuni potenti domini feudali, tra cui in primo luogo gli Asburgo, e alcuni territori e città che godevano dell'immediatezza imperiale.
I potentati feudali, e soprattutto gli Asburgo, miravano a consolidare il proprio dominio in quei territori: per reagire a questo, nel 1231 l'imperatore concesse agli abitanti della valle di Uri l'immediatezza imperiale, fatto di rilevanza strategica importantissima, poiché gli Urani controllavano il Passo del San Gottardo e tutti i relativi traffici transalpini. Più tardi anche la comunità rurale di Svitto ottenne l'immediatezza imperiale, sempre in funzione antiasburgica.
Quando nel 1273 venne eletto imperatore Rodolfo I d'Asburgo l'immediatezza imperiale da privilegio e protezione divenne minaccia, poiché ora i valligiani di Uri e Schwyz dipendevano direttamente proprio dal loro nemico diretto.
Così, insieme agli abitanti di Untervaldo, comunità che invece non godeva di alcun privilegio, stipularono una serie di accordi tra loro per garantirsi un mutuo soccorso contro le aggressioni asburgiche. Il primo di tali trattati che sia giunto fino a noi, il cui testo è stato ritrovato nel XIX secolo, risale al 1291 (data presa di conseguenza come convenzionale per la nascita della Svizzera).
Contemporaneamente anche alcune città imperiali, come Zurigo e Berna, erano venute in urto con i vari signori feudali della zona; queste erano legate da reciproci interessi economici alle comunità rurali della Svizzera interna; così dapprima, nel 1332, Uri, Schwyz e Untervaldo si allearono con la vicina città di Lucerna, non libera ma soggetta agli Asburgo, e quindi verso la metà del XIV secolo con le città imperiali di Zurigo e Berna e con alcune altre comunità rurali.
Nel 1415 a Sempach avvenne lo scontro decisivo con gli Asburgo, che furono sconfitti duramente (in seguito come è noto sposteranno la loro influenza come signori diretti soprattutto nelle regioni orientali dell'Impero). In conseguenza di ciò Lucerna divenne città libera dell'Impero.
Nel corso del XV secolo e agli inizi del XVI altre comunità rurali e città si unirono alla lega, sia come membri a pieno titolo, sia come "alleati perpetui" (membri autonomi ma non pienamente titolari); entro la fine del Quattrocento tutti i membri della confederazione elvetica godevano dell'immediatezza imperiale, sia come città imperiali che come valli o comunità rurali imperiali.
A partire dagli inizi del XVI secolo, soprattutto dopo la Guerra sveva, la Confederazione iniziò peraltro a manifestare una sempre più spiccata tendenza a considerarsi separatamente rispetto all'Impero, allontanandosi progressivamente da esso nel corso del secolo.
Alla fine, con la Pace di Vestfalia del 1648 i confederati riuscirono a staccarsi completamente e definitivamente dall'Impero garantendosi l'indipendenza totale.

### La Decapoli Alsaziana

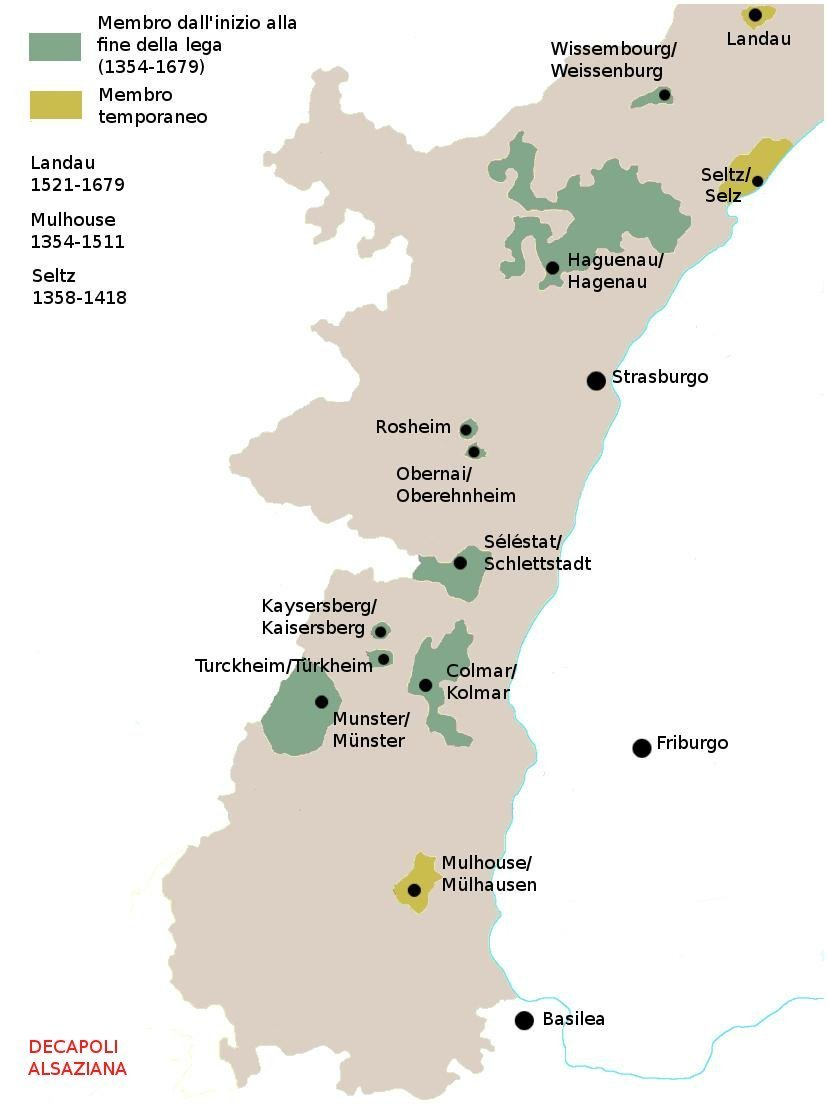
Una mappa illustrante la Decapoli alsaziana (1354-1679)

Anche in Alsazia, nel 1354, si formò una lega di città libere dell'Impero motivata dalla reciproca difesa.
Le città imperiali dell'Alsazia erano numerose (una dozzina) ma, tranne Strasburgo, piccole; così cercarono naturalmente un'alleanza per tutelarsi contro le ingerenze dei signori feudali circostanti.
La lega comprese una decina di città (il numero oscillò da un massimo di undici a un minimo di nove; non ne fece mai parte Strasburgo), cosicché in seguito fu detta decapoli. Tra il 1358 e il 1418 comprese Seltz, poi annessa al Palatinato, e fino al 1515 anche Mulhouse, che lasciò la lega per aderire alla Svizzera come alleata perpetua, in quanto minacciata gravemente dall'espansione asburgica nella Germania meridionale; al posto di Mulhouse fu ammessa come nuovo membro della lega Landau.
Durante la Guerra dei trent'anni la decapoli fu soggiogata dalla Francia, che nella Pace di Vestfalia ne ottenne la giurisdizione; in pochi anni dopo la metà del XVII secolo le dieci città furono tutte annesse direttamente alla Francia, annessione confermata in via definitiva col Trattato di Nimega (1679). Landau sarebbe passata alla Confederazione germanica dopo il Congresso di Vienna, e da allora è rimasta tedesca.

### Le Leghe Renane
Nel Basso Medioevo anche numerose città della Renania si costituirono in leghe, ma queste ebbero breve vita.
Una "Lega Renana" come entità politica si costituì due volte nella Storia dell'Impero. La prima e più importante si formò alla metà del XIII secolo, la seconda fu uno dei membri costituenti della "Lega di Stati della Germania meridionale", che prese forma alla fine del XIV secolo. In entrambi i casi furono le città di Magonza e Worms a coagulare intorno a sé le altre e a rimanere una sorta di punto di riferimento; progressivamente poi altre città, perlopiù della Germania sudoccidentale, si legarono via via a queste due.
La prima Lega delle città renane esistette dal 13 luglio 1254 fino al 1257, e comprese 59 città e più tardi anche principi territoriali.
L'iniziativa come detto partì da Magonza e Worms, che nel febbraio 1254 si allearono tra loro. La causa fu anche in questo caso l'insicurezza degli abitanti nell'Impero, al tempo del Grande Interregno.
La Lega delle città renane si fondava sulla Pace di Magonza del 1235. Era volta ad evitare la guerra e stabilì delle regole per dirimere le situazioni conflittuali. Una flotta da guerra sul Reno avrebbe dovuto difendere la navigazione, inoltre le città avrebbero costituito un contrappeso ai principi territoriali; pretesero anche l'abolizione delle circa trenta barriere doganali lungo il Reno, che avevano seriamente penalizzato i traffici.
La Lega aveva un'assemblea, che doveva riunirsi ogni tre mesi, e una propria flotta fluviale. Dopo l'assemblea in occasione della fondazione, a Magonza, il 6 ottobre 1254 si ebbe la seconda riunione a Worms; altre riunioni si ebbero il 29 giugno 1255 e il 10 novembre 1255. Alle riunioni del 26 maggio e del 15 agosto 1256 non furono più presenti i principi, così si prefigurò l'inizio della decadenza della lega.
La particolarità di questa lega rispetto ad altre fu dunque l'allargamento anche ai principi territoriali. Questo fatto le conferì una posizione preminente nei confronti di altri organismi analoghi; d'altra parte però la partecipazione della nobiltà feudale accrebbe il potenziale di conflitto.
Del resto, contando la maggior parte delle città in quel periodo un numero di abitanti compreso tra 2000 e 5000, queste rimanevano troppo deboli per costituire un elemento di forza significativo.
Membri della Lega furono tra le altre le città di Aquisgrana, Bingen, Colonia, Duisburg, Francoforte sul Meno, Friedberg, Magonza, Oberwesel, Oppenheim, Wetzlar, Worms, Würzburg, Zurigo, ma anche città più lontane come Brema, Lubecca, Norimberga o Ratisbona così come cittadine più piccole, come per esempio Schriesheim e Grünberg.
La seconda Lega delle città renane si costituì il 20 marzo 1381, e comprese tra l'altro Francoforte sul Meno, Magonza, Spira, Strasburgo e Worms. Lo stesso anno si unì alla Lega Sveva per formare la Lega delle città della Germania meridionale; questa però nel 1388, dopo la battaglia di Döffingen fu sconfitta dal conte Eberardo II del Württemberg, e con la Pace di Cheb del 1389 dovette essere sciolta.

### Le "Tres civitates imperiales" nei Paesi Bassi
Nel XVI secolo anche tre città imperiali dei Paesi Bassi, Deventer, Kampen e Zwolle, si coordinarono tra loro costituendo un'unione monetaria, testimoniata dall'emissione di monete comuni. Sul dritto esse recavano l'immagine dell'imperatore e la legenda "MONETA NOVA TRIVM CIVITATVM IMPERIALIVM" (anche abbreviata) e sul rovescio gli stemmi delle tre città e i loro nomi (cfr. qui per una galleria di immagini: Deventer).

### Gengenbach, Offenburg e Zell
Infine, un'ufficiosa ma duratura forma di coordinamento e collaborazione, fu quella che si instaurò tra le tre città imperiali di Gengenbach, Offenburg e Zell am Harmersbach. Gengenbach e Zell confinavano anche tra loro, fatto abbastanza infrequente, e ciò favorì il loro reciproco sostegno contro i principi territoriali confinanti, che mirarono spesso a conquistarle, soprattutto Zell, che era molto debole (era la città imperiale più piccola di tutto l'Impero nel XVIII secolo). Il coordinamento tra le tre città si mantenne anche in campo religioso, rimanendo tutte cattoliche dopo la diffusione della riforma protestante.